# Brno-město
Brno-město (v hantecu Štatl, lidově často označováno jako Město nebo Centrum) je městská čtvrť, nacházející se v katastrálním území Město Brno a tvořící centrální část a historické jádro statutárního města Brna. Až do roku 1850 bylo město Brno tvořenou právě tímto územím, byť bylo menší a v mírně odlišných hranicích. Současnou rozlohu 1,19 km² získala tato čtvrť až na přelomu 60. a 70. let při tehdy realizované reambulaceremabulaci, kdy došlo v rámci Brna k rozsáhlým změnám katastrálního členění Brna. Od 24. listopadu 1990 je součástí samosprávné městské části Brno-střed. Žije zde přibližně 5 300 obyvatel. Stávající katastrální území čtvrti je z pohledu katastrálního členění Brna, platného do roku 1939, tvořeno téměř celým původním katastrálním územím Město Brno, celým původním územím bývalého katastrálního území Špilberk, jižní částí bývalého katastrálního území Švábská, okrajovými částmi bývalého katastrálního území Křížová, východním okrajem bývalého katastrálního území Silniční a severními okraji bývalých katastrální území Pekařská a Nové Sady.
Tato část města je charakteristická svým netypickým názvem. Za samotné pojmenování sídla je spojovníkem připojeno obecné jméno popisující jeho charakter. Podobně tvořený název mají dále tyto obce či jejich části: Kaplice-nádraží, Lipová-lázně, Mšené-lázně, Pačejov-nádraží a Ústí nad Labem-centrum.
V centru Brna, konkrétně na svahu Špilberku, se také nachází viniční trať Špilberk.

## Popis čtvrti
Celá čtvrť náleží k brněnské městské památkové rezervaci, protože se zde nachází většina hlavních brněnských památek. Z původního městského opevnění, které bylo téměř celé zbořeno během 50. a 60. let 19. století, se zachovala jen Měnínská brána a krátké úseky hradeb v blízkosti ulice Bašty a za budovou Nové radnice, poblíž Husovy ulice. Ve čtvrti se také na Dominikánském náměstí nachází brněnská radnice. K hlavním dominantám čtvrti patří Petrov a (od připojení ke katastru) také Špilberk. Osu čtvrti tvoří ulice Masarykova (ve středověku Sedlářská - posledních 200 let stabilně nejrušnější ulice v Brně), na jejímž konci se nachází centrální Náměstí Svobody. Na Masarykovu ulici navazuje na západě Zelný trh se známou kašnou Parnas a významnými objekty, jako jsou Moravské zemské muzeum či divadlo Reduta. Z Masarykovy ulice nebo i ze Zelného trhu se lze během chvilky dostat k budově Staré radnice s překrásným, bohatě zdobeným pozdně gotickým portálem. V průjezdu této budovy je na stropě zavěšen proslulý brněnský „drak“, což je ve skutečnosti krokodýl. Na zdi téhož průjezdu je připevněno pověstmi opředené brněnské kolo. Jižně od Zelného trhu je situováno Kapucínské náměstí, na němž se nachází kostel Nalezení svatého Kříže se vstupem do proslulé kapucínské hrobky, v níž si mohou zájemci prohlédnout mumie kapucínských mnichů. Na severní konec Náměstí Svobody navazuje ulice Rašínova procházející kolem dominanty zdejšího Jakubského náměstí, jíž je kostel svatého Jakuba. Na severní konec Rašínovy ulice navazuje Joštova třída, na jejímž východním konci se nachází barokní kostel svatého Tomáše, na který navazuje budova bývalého Moravského místodržitelství, kterou dnes využívá Moravská galerie. Západně od tohoto kostela se na severní straně Joštovy třídy nacházejí významné památky, jimiž jsou novorenesanční budova někdejší Zemské sněmovny (dnes zde dnes sídlí Ústavní soud České republiky), či novogotický protestantský Červený kostel. Zajímavé je i zdejší podzemí, tvořené mnoha středověkými sklepními prostorami a také Brněnskou kostnicí.

## Urbanistické vlastnosti
Historický střed města Brna (jako u většiny měst) má specifický a neopakovatelný charakter nesrovnatelný s jinými čtvrtěmi a částmi města. Spočívá jednak v mimořádné hustotě bydlících obyvatel ale stejně tak v jinde nepřítomné pestrosti sídelních funkcí a aktivit včetně aktivit výjimečných a vrcholných. Jsou zde soustředěny v mimořádné mnohotvárnosti. Hlavně to jsou špičkové funkce veřejné správy, kultury, hospodářství, dopravy, výuky, vědy a výzkumu. Také duchovní poslání. V historickém jádru města, které je totožné s územím uvnitř někdejších hradeb sídlí nejvyšší justiční orgány státu i běžné justiční subjekty v celkovém počtu 6 budov a lokalit, sídlí zde 3 subjekty samosprávy v celkem 7 budovách a mnoho orgánů státní správy. Střed města je místem 12 kostelů (katolických, pravoslavného a protestantského) a jedné kaple. Je také místem přítomnosti nejméně 3 klášterů a řádů, je i sídlem římskokatolického biskupství. Je v něm lokalizovány 3 – 4 muzea a galerie v celkem 8 objektech. Dále 3 vysoké školy, 3 školy základní a dvě střední. Většího množství bank, (včetně pobočky ČNB) a peněžních ústavů, redakcí rozhlasu, televize i několika velkých a menších hotelů. Některé z funkcí mají vrcholný celostátní význam, některé celoměstský ale většinou jde o nadměstské poslání. Střed města ve skladbě jeho funkcí neslouží pouze vnitřnímu provozu města Brna ale zčásti poskytuje služby i bližšímu nebo širšímu okolí. V malé míře jsou přítomny i mezinárodní instituce. Kumulace a koncentrace funkcí je výsledkem dlouhodobého vývoje a jejich postupného vrstvení, reprodukce a metamorfózy. Vysoká hustota rezidentů je dána i přes jejich úbytek v posledních desetiletí dána hustou zástavbou, vysokou podlažností (provázeným omezeným hygienickým standardem-osvětlení). V historickém jádru není přítomna funkce výrobní a jen v nepatrné míře jsou přítomna sportovní zařízení. V areálu je také zvlášť pestrá obchodní nabídka.

## Obyvatelstvo
| 1970   | 1980  | 1991  | 2001  | 2011  | 2021  |
| ------ | ----- | ----- | ----- | ----- | ----- |
| 11 949 | 8 352 | 6 744 | 5 830 | 5 280 | 5 300 |

## Doprava
Již od roku 1839 je Brno napojeno na železniční síť, jejíž trasa prochází jižním okrajem katastru současné čtvrti Brno-město. Zde se nachází i zdejší hlavní nádraží, jehož historicky cenná budova byla postavena roku 1850. Současnou secesní podobu získala při přestavbě v letech 1902–1905. Za druhé světové války byla poškozena jedna ze dvou hodinových věží, proto zde dnes jsou už jen jedny hodiny. V současné době probíhá kontroverzní a hodně diskutovaný postupný přesun železniční tratě a nádraží do oblasti jižně od čtvrti, s nímž jsou spojena i dvě neplatná místní referenda proběhlá v letech 2004 a 2016. Před nádražím se v Nádražní ulici nachází přestupní uzel brněnské městské hromadné dopravy. Trasy tramvajových linek procházejí čtvrtí ulicemi Masarykovou, Joštovou, Husovou, Nádražní, Benešovou, Divadelní, Rooseveltovou, Moravským Náměstím, Údolní a po nejsevernější části České ulice. Ve čtvrti jsou však i konečné stanice trolejbusových linek a ulicí Koliště po hranicích katastru jezdí také autobusové linky. Ostatní doprava je jinak svedena především na okružní ulice mimo vnitřek čtvrti (ulice Úvoz, Údolní, Husova, Rooseveltova, Benešova, Nádražní a Koliště), jinak je zde doprava omezena a ve vnitřních ulicích převažují pěší zóny.

## Historický přehled

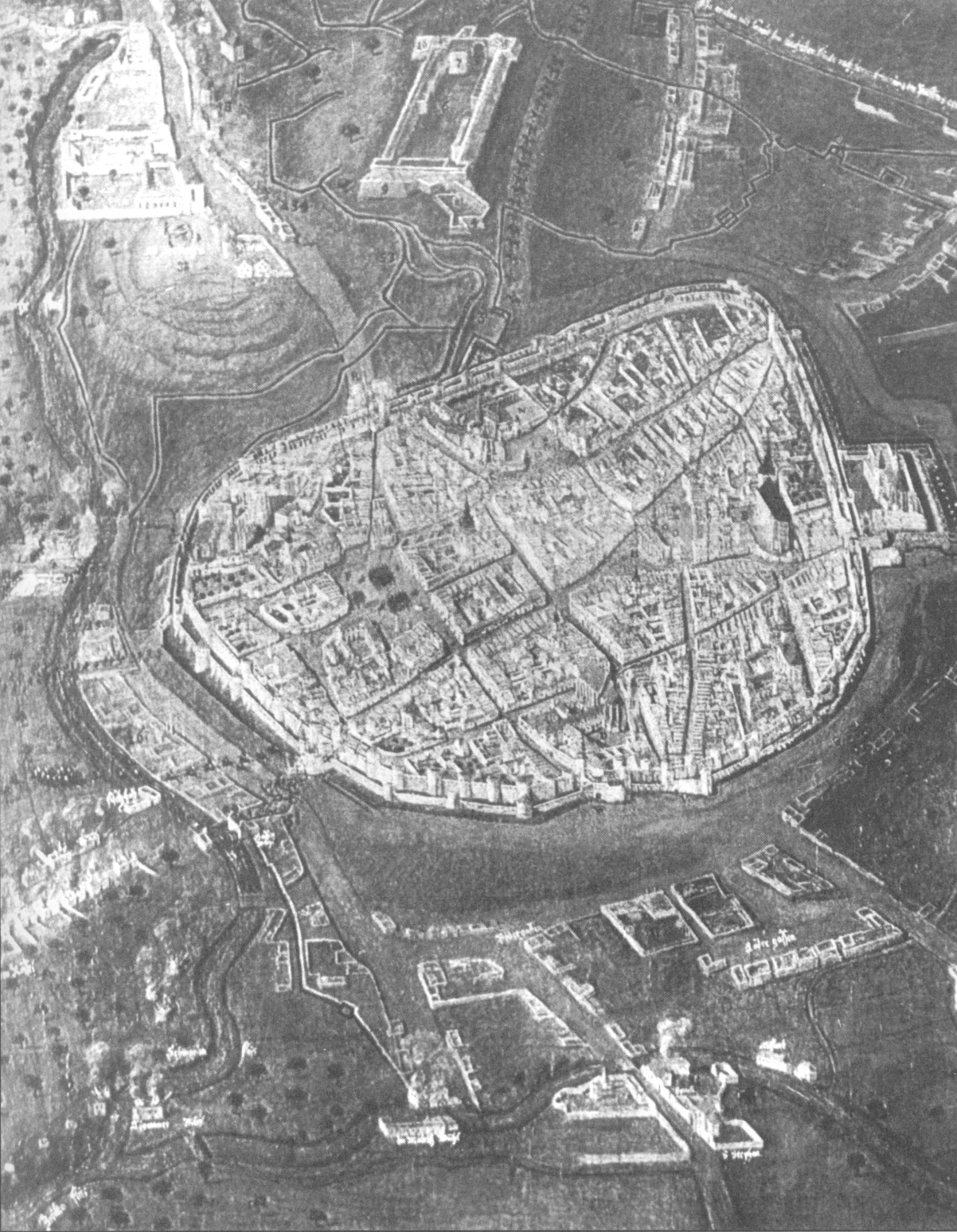
Brno v letech 1645-1646

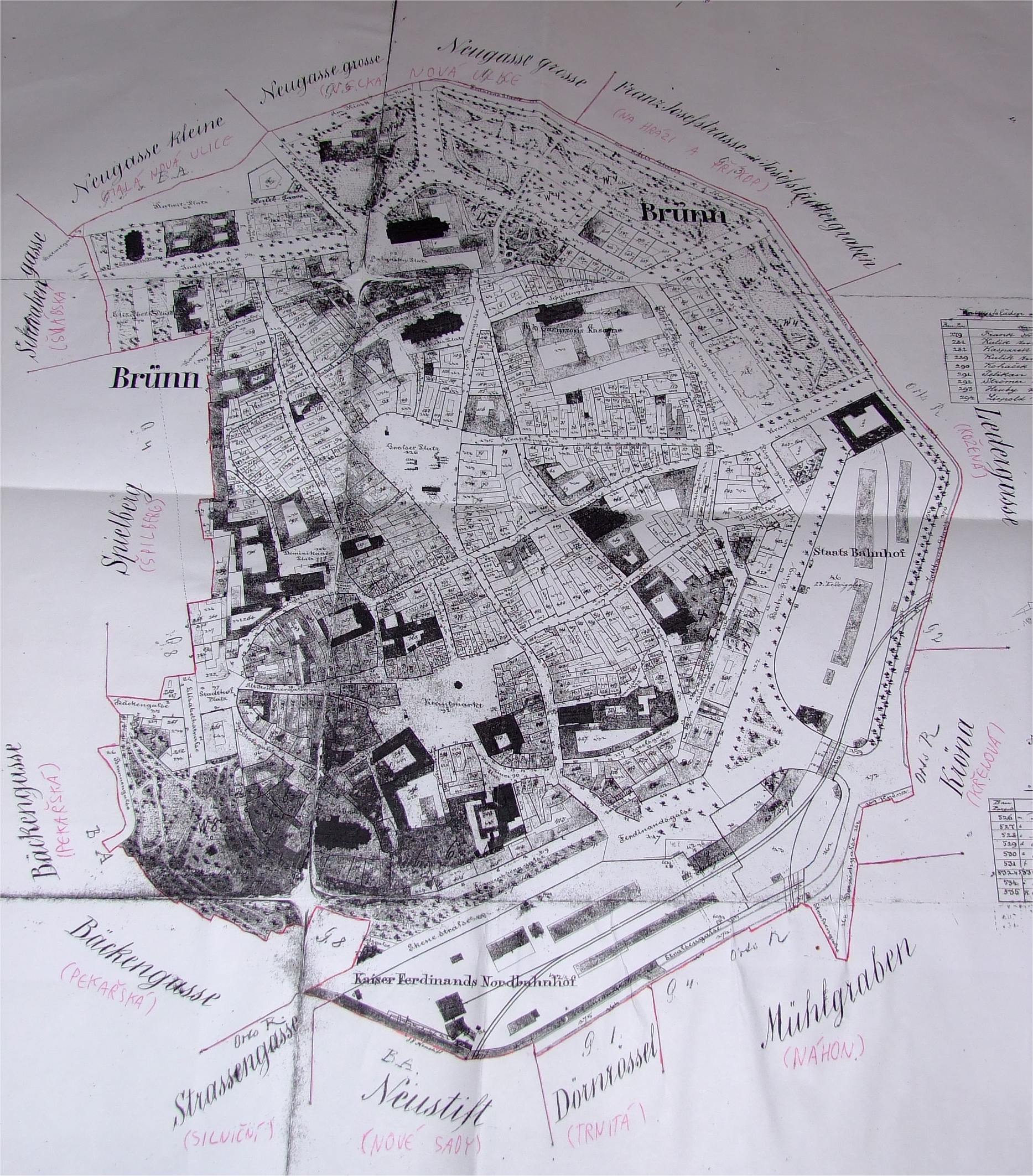
Fotokopie katastrální mapy katastrálního území Města Brna z roku 1876

Nejstarší osídlení čtvrti je známé z pozdní doby kamenné v prostoru Petrova. Petrov je též jednou z hypotetických lokací raně středověkého brněnského hradu, a z 12. století pocházejí archeologické doklady o nejstarším jednolodním petrovském kostele s kryptou, kolem bylo doloženo soudobé osídlení, nikoliv však opevnění na přístupné straně. Palisádový žlab v místě domu Petrov 8 (biskupství) však nevylučuje existenci hrazeného dvorce. Existence přemyslovského správního hradu v 11. a 12. století na Petrově není ve světle archeologických výzkumů pravděpodobná. Petrovskému kostelu ze 12. století však předcházela ještě starší velkomoravská rotunda, jejíž pozůstatky byly nalezeny roku 2010. Novodobé osídlení prostoru čtvrtě (přesněji jižní části), vzniklé na spojnici cest, je prokazatelně doloženo nejpozději od 12. století. Nejstarší známé osídlení prostoru čtvrti vznikalo pravděpodobně od 12. století na spojnici cest, které procházely pozdějším městem. Kolem roku 1200 přišli němečtí (rakouští) a valonští osídlenci, výrazně se rozrostlo osídlení zahrnující do 30. let 13. století celé pozdější město v hradbách. Tento vývoj vrcholil vznikem institucionálního města asi ve 30., možná již ve 20. letech 13. století. Jeho právní řád byl odvozen od rakouských měst Enže a Vídně.
V lednu 1243 udělil český král a moravský markrabě Václav I. městu městská privilegia jímž se stala královským městem. Již tehdy bylo Brno alespoň zčásti obehnáno městskými hradbami. Již v 1. polovině 13. století vznikají v Brně první zděné měšťanské domy, i když ještě o řadu desetiletí později bylo město převážně dřevěné. Proces přechodu ke zděné architektuře se v prostředí měšťanské zástavby výrazně urychlil od 2. poloviny 13. století, takže ve 14. a 15. století mělo Brno v zásadě zděný charakter. Ač cihly se používaly již ve 13. století, velký rozmach cihlových staveb lze zaznamenat v 15. století. V 70. letech 13. století byl na západě moderní čtvrti založen Přemyslem Otakarem II. hrad Špilberk, jenž však byl původně zeměpanským královským hradem a nebyl součástí města. Roku 1292 obdrželo město právo volit rychtáře. V roce 1349 se Brno stalo trvalým sídlem moravských markrabat. Vedle Olomouce bylo Brno nejvýznamnějším moravským městem, zasedal zde moravský zemský sněm, zemský soud a od doby Karla IV. se zde vedla jedna řada zemských desk. Město sevřené hradbami mělo rozlohu necelých 37 ha, počet obyvatel se v lucemburské době pohyboval kolem 8 000. Středověké Brno se členilo na čtyři čtvrtě: Brněnskou (na jihozápadě v okolí Petrova a Zelného trhu), Měnínskou (na jihovýchodě), Běhounskou (na severovýchodě) a Veselou (na severozápadě), přičemž Náměstí Svobody leželo na hranici Běhounské a Veselé čtvrti. Zvláštní postavení měla tzv. Židovská čtvrť. Mimo vlastní Brno se na území moderního katastru čtvrti již od 13. století nacházela jižní část vesnice Švábky; během středověku dále před městskými hradbami vznikla zástavba čtyř předměstských čtvrtí, které rovněž částečně zasahovaly do katastru moderní čtvrti. V letech 1440–1453 byl Špilberk poprvé součástí Brna, podruhé pak v letech 1560–1620.
Roku 1420 nechalo Brno spálit některé domy v předměstských čtvrtích, protože se obávalo, že by je mohli využít husité při případném obléhání města. V květnu 1428 a pak roku 1430 neúspěšně obléhali Brno husité. Brno zůstalo po celou dobu pevnou baštou katolictví, k čemuž přispěl jeho převážně německý charakter. Husité město nedobyli, těžce však utrpělo Staré Brno a další blízké vsi a předměstí. Roku 1454 vypověděl židy z Brna král Ladislav Pohrobek. V letech 1467–1468 bylo město ostřelováno špilberskou posádkou. Roku 1603 byli do města uvedeni kapucíni, kterým městská rada prozatímně přidělila kostel sv. Máří Magdalény. Roku 1619 se město přidalo ke stavovskému povstání, za což bylo po svojí kapitulaci roku 1621 potrestáno a přišlo o Špilberk. V letech 1619, 1622, 1625, 1643, 1646 a 1648 řádil ve městě mor.
V roce 1641 po dobytí Olomouce švédskými vojsky se Brno stalo faktickým hlavním městem Moravy mj. proto, že sem byly z Olomouce narychlo přemístěny Zemské desky. Konec sporu obou měst učinil však až roku 1782 markrabě a císař Josef II., který přiznal nárok na označení hlavního města definitivně Brnu. V letech 1643 a 1645 bylo Brno neúspěšně obléháno osmnáctitisícovým švédským vojskem generála Torstensona, který chtěl Brno použít jako základnu pro finální útok na Vídeň. Při prvním švédském obléhání Brna zapálili jeho obránci klášter františkánů pod Petrovem, aby zabránily Švédům v jeho případném využití při obléhání Brna. Požár se ale rozšířil i na klášter františkánek sv. Josefa a nakonec i zasáhl i katedrálu sv. Petra a Pavla, kde zničil mimo jiné i knihovnu a archiv. Sami Švédové tehdy velké škody nenapáchali. Později se k Torstensonovu vojsku přidalo ještě desetitisícové vojsko sedmihradského knížete Jiřího II. Rákócziho, jehož část ale byla zanedlouho odvolána k Lednici. Během tohoto obléhání město bránilo pouze 1476 obyvatel, přičemž vojáci tvořili necelou polovinu. Díky tvrdosti a nasazení obránců a geniální organizaci obrany Raduitem de Souches však Švédové neuspěli a s osmitisícovými ztrátami byli donuceni obléhání ukončit. V letech 1643 a 1645 zanikla téměř celá zástavba středověkých předměstských čtvrtí, které nechalo město také preventivně zlikvidovat. Po třicetileté válce bylo město přeměněno v barokní pevnost s řadou bastionů. Roku 1742 město neúspěšně obléhali Prusové. Roku 1777 se město stalo centrem nově založeného biskupství, podléhajícího však Olomouckému arcibiskupství. V letech 1805 a 1809 město obsadila Napoleonská vojska, za jehož druhého pobytu započala likvidace bastionů. V roce 1817 bylo císařským dekretem Františka I. založeno Františkovo muzeum, dnešní Moravské zemské muzeum, druhé největší a zároveň druhé nejstarší (po muzeu v Opavě) muzeum v ČR. Rok 1839 bylo město spojeno s Vídní železnicí. Roku 1846 bylo zavedeno veřejné osvětlení plynovými lampami, roku 1847 byl do Brna zaveden telegraf. 6. července 1850 bylo území Brna rozšířeno o 19 dalších katastrálních území a jeho rozloha se zvětšila na 1 732 hektarů; jeho rozšířené území (tzv. vnitřní Brno) se pak zhruba krylo s moderní městskou částí Brno-střed. Samotné původní město se spolu se sousedním katastrálním územím Špilberku stalo I. ze 4 nově zřízených samosprávných okresů, v jejichž čele stály okresní výbory v čele s představeným a náměstkem. Na území současného katastru čtvrti dále zasahovaly části II. a III. okresu. V letech 1859–1864 bylo postupně zbořeno téměř celé městské opevnění Brna, z něhož se do dnešní doby zachovaly spolu s přestavěnou Měnínskou bránou jen krátké úseky, přiléhající k ulicím Husova, Bašty a k Denisovým sadům. Po zboření městského opevnění započala roku 1864 na jeho místě výstavba nové zástavby a kromě ní vzniklo na severovýchodě čtvrti několik parků. Dále došlo k prudkému průmyslovému rozvoji Brna. V srpnu 1869 zahájila provoz koněspřežná dráha. Rok 1873 přinesl první vysokou školu v Brně, technický institut. V letech 1881 a 1882 bylo nově vybudované městské divadlo osvětleno jako první evropské divadlo elektrickými žárovkami T. A. Edisona, hned další rok bylo založeno první české knihkupectví Joži Barviče. Roku 1899 bylo založeno Vysoké učení technické v Brně. V letech 1896–1916 byla ve čtvrti provedena rozsáhlá asanace (přestavba), při níž bylo zbořeno 238 starých domů a jiných budov včetně Královské kaple (zbořena roku 1908), přičemž původní záměr zahrnoval 429 domů. Počátkem 20. století došlo k regotizaci katedrály svatého Petra a Pavla. Asanaci předcházelo roku 1870 zboření kostela sv. Mikuláše na Náměstí Svobody. Roku 1905 byly brněnské samosprávné okresy zrušeny. V letech 1939–1941 bylo vybudováno prodloužení Husovy ulice a její propojení s Nádražní ulicí přes tehdejší areál Denisových sadů, čímž byl zároveň tento park rozdělen a tak vznikl park Studánka na moderním katastru Starého Brna. Za komunismu řada budov ve čtvrti chátrala nebo došlo k negativně chápaným stavebním zásahům (například postavení socialistické tržnice na Zelném trhu). Po sametové revoluci byly mnohé z chátrajících budov (Petřvaldský dům, Dům pánů z Lipé, Kleinův palác, Městský dvůr) nákladně zrekonstruovány. Vedle rekonstrukcí došlo po Sametové revoluci i ke kontroverzním stavebním zásahům – například vybudování obchodního centra Velký Špalíček či k pseudogotické puristické přestavbě Špilberku, při níž byla postavena nová kaple.

### Změny katastrálních hranic čtvrti
Ve 20. století dále došlo ke dvěma výrazným změnám hranice katastrálního území Město Brno. Při první z let 1939–1941 byla provedena rozsáhlá úprava hranice, při níž vedle korekce západní hranice s katastrálním území Špilberk (Město Brno sice přišlo o dům Husova 7/Pekařská 2 a východní okraj dnešní Fakulty sociálních studií Masarykovy univerzity, ale získalo původně špilberské domy na východní straně Husovy třídy) bylo Město Brno rozšířeno o celá katastrální území Josefov, Kožená, Na Hrázi a Příkop, většinu katastrálních území V Jirchářích, Silniční, části katastrálních území Křenové, Pekařské, Dolního a Horního Cejlu, a nepatrné části katastrů Velká Nová Ulice a Červená (silnice v ulici Milady Horákové) a Nové Sady (pozemky při severní straně železničního mostu nad Hybešovou ulicí). Ve prospěch katastrálního území Trnitá tehdy Město Brno ztratilo severní část domů Křenová 6 a 8. Při další katastrální reformě z let 1966-1969 se severní a východní část hranice Města Brna v podstatě vrátila do stavu před rokem 1939 (Město Brno zde ztratilo pozemky někdejších katastrů Josefova, Na Hrázi a Příkopu, Kožené, Křenové, Velké Nové Ulice a Červené, ve prospěch Trnité silnici ve svojí části ulice Dornych a menší část silnice v Kolišti a ve prospěch Zábrdovic jinou část silnice v Kolišti a pozemky náležející před rokem 1939 ke katastru Dolního a Horního Cejlu), na jihozápadě pak přišlo o celý park Studánka, blok domů mezi ním a ulicemi Husova a Pekařská, pozemky patřící k někdejším katastrům Silniční, V Jirchářích a téměř všechny pozemky někdejšího katastru Pekařské (kromě parcel se zbouranými domy někdejší Skalní ulice, které čtvrti zůstaly). Pro změnu se katastrální území Město Brno výrazně rozšířilo na západě, kde získalo značnou část tehdy zrušeného katastrálního území Špilberk, konkrétně některé pozemky, které před rokem 1939 tvořily součást katastrálních území Křížová, Město Brno, Špilberk a Švábská.

### Vývoj správní příslušnosti od roku 1947
- 1947–1949 – celé tehdejší katastrální území Město Brno, jakož i území která k němu náležejí v současnosti, tvořila součást městského obvodu Brno I.
- 1949–1972 – Většina katastru moderní čtvrti tvořila městský obvod Brno I., jehož součástí byly i veškeré pozemky tehdejšího katastru připojené v letech 1939–1941 od katastrálních území V Jirchářích, Nové Sady a Pekařská. K obvodu dále náležela značná část tehdejšího katastrálního území Špilberk. Další část moderního katastru (pozemky přiléhající k jižní straně Údolní ulice), patřící tehdy ke katastrálnímu území Špilberk, náležela k městskému obvodu Brno II. Další části tehdejšího katastrálního území Město Brno náležely k městským obvodům Brno III. (východní pozemky severně od ulice Cejl, náležející před rokem 1939 ke katastrálním územím Dolní a Horní Cejl, Josefov, Kožená, Na Hrázi a Příkop, Velká Nová Ulice a Červená) a Brno IV. (východní pozemky jižně od ulice Cejl, náležející před rokem 1939 ke katastrálním územím Dolní a Horní Cejl, Kožená, Křenová)
- 1972–1990 – celé katastrální území Město Brno (již s dnešními hranicemi) tvořilo součást městského obvodu Brno I.
- od roku 1990 – celé katastrální území Město Brno náleží k moderní samosprávné městské části Brno-střed.

## Fotogalerie

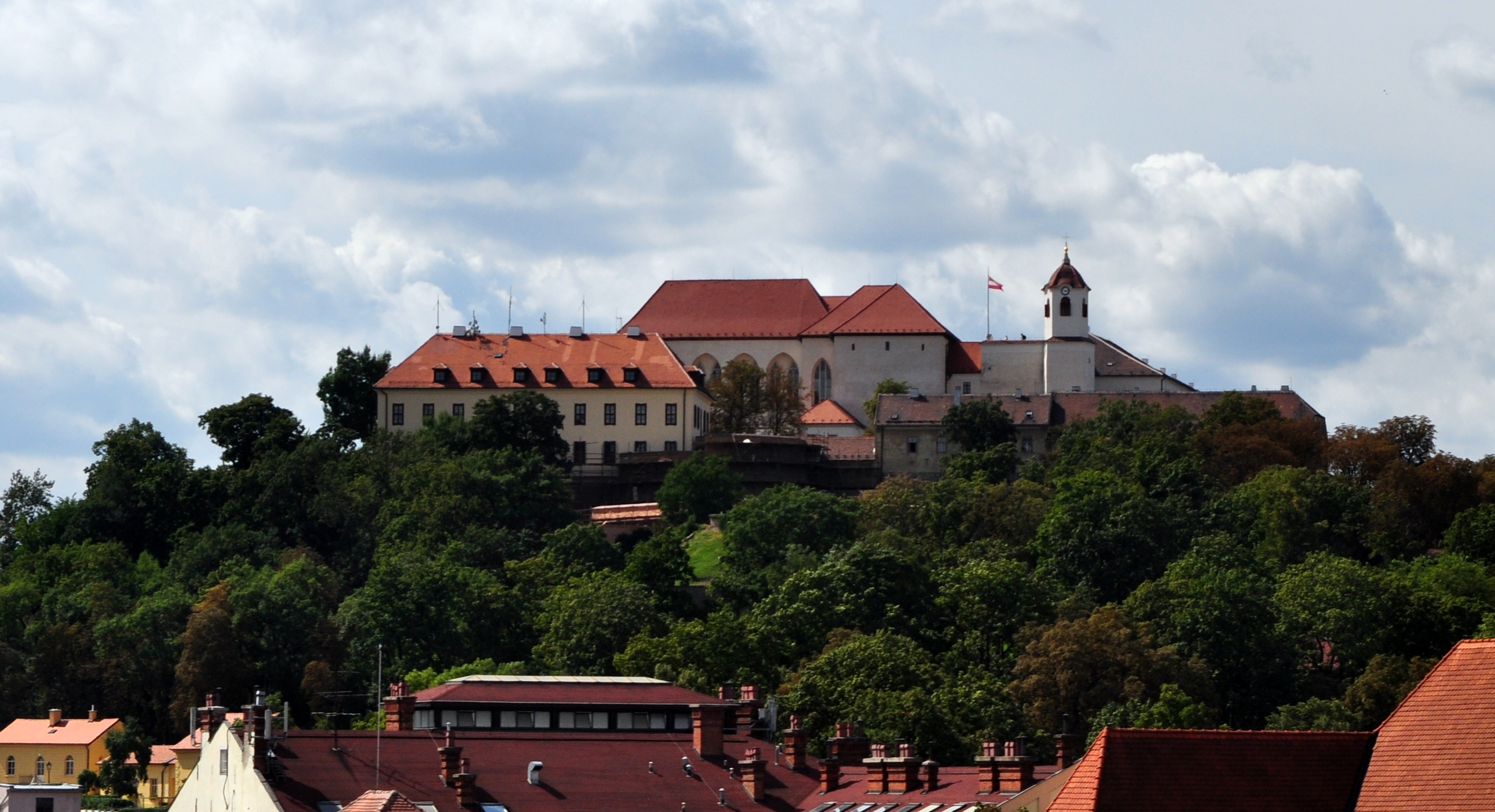
Pohled na Špilberk z věže Staré radnice
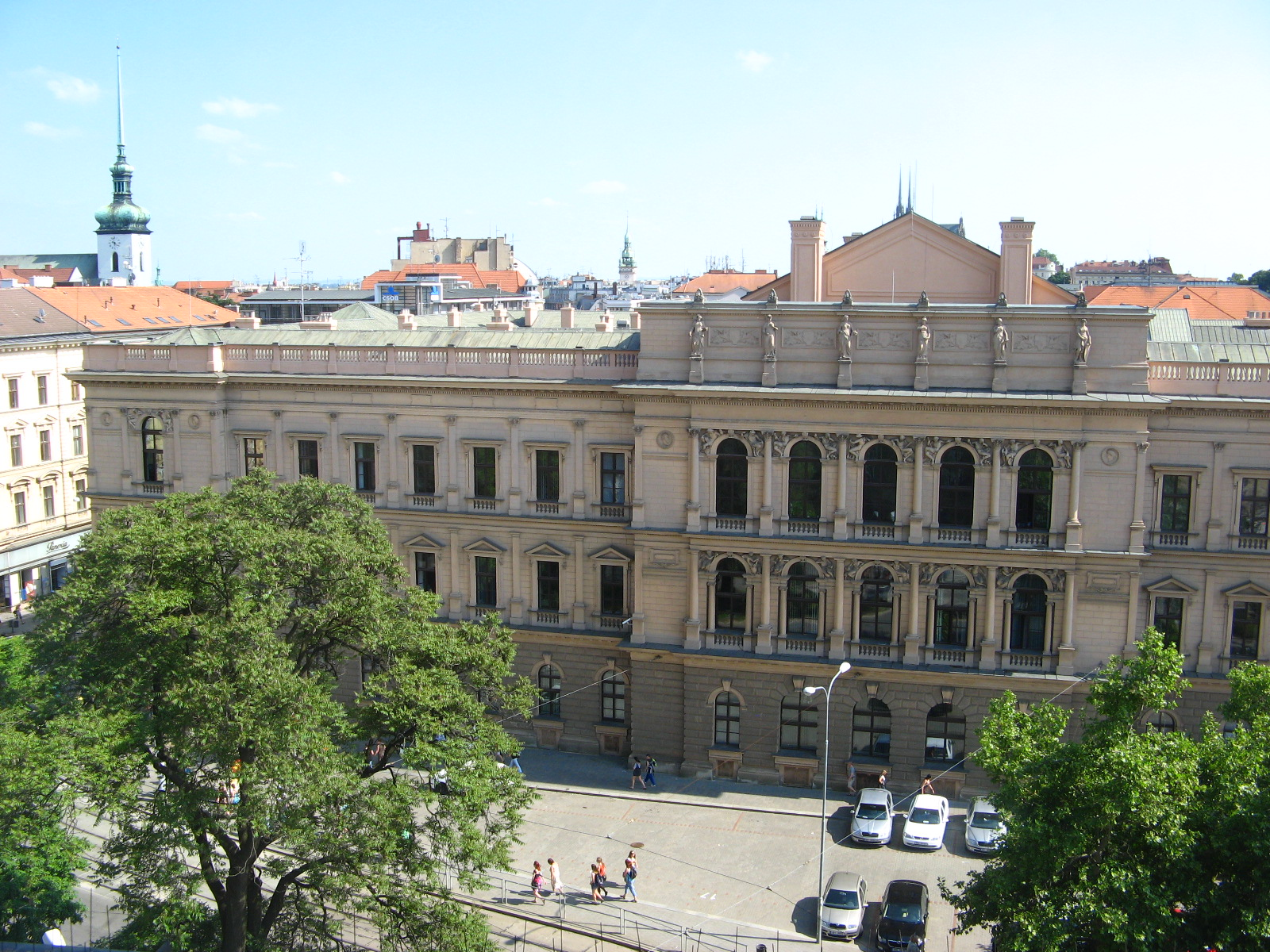
Zemská sněmovna, dnes Ústavní soud
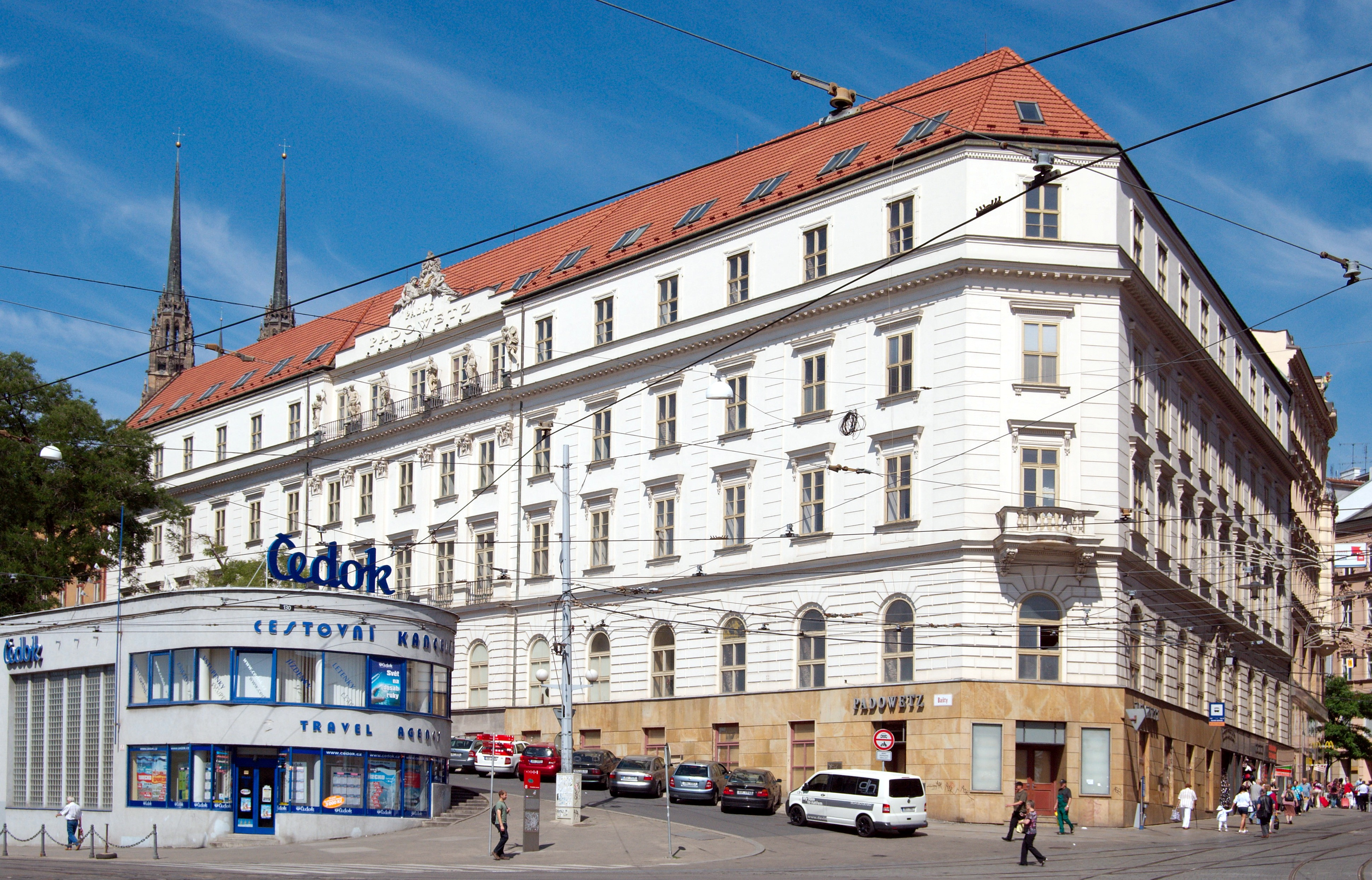
Palác Padowetz v ulici Bašty
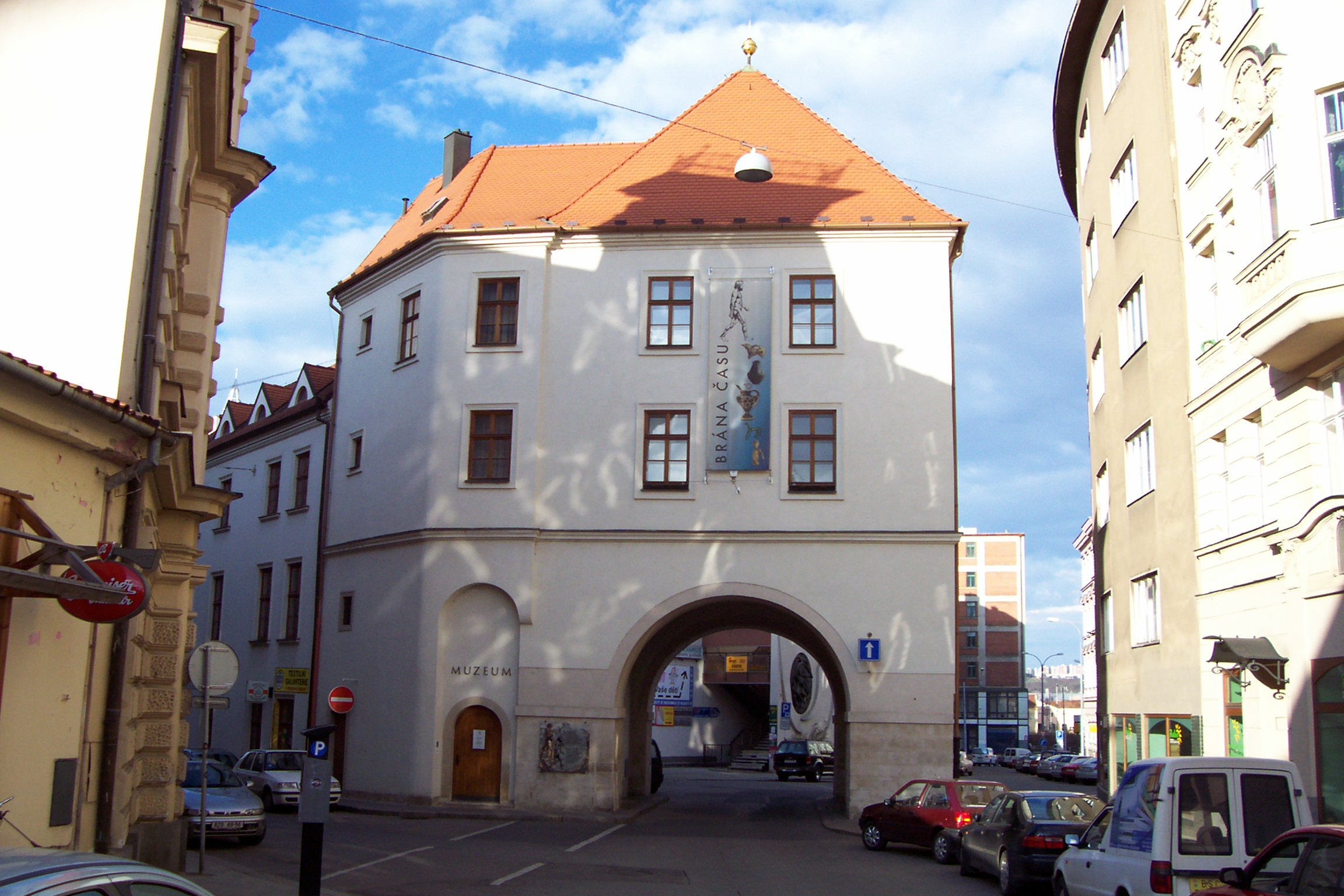
Měnínská brána je poslední zachovalou bránou z původního městského opevnění.
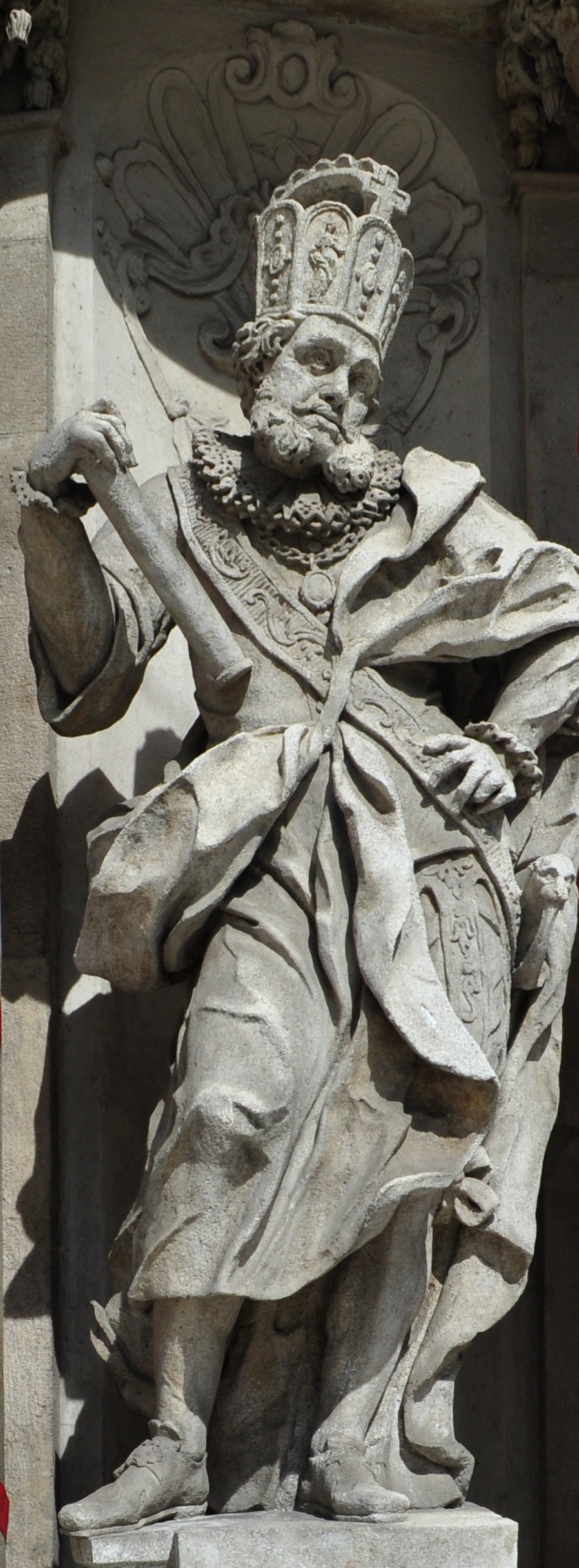
Král Jošt Moravský, sídlil na Špilberku, pohřben v kostele sv. Tomáše
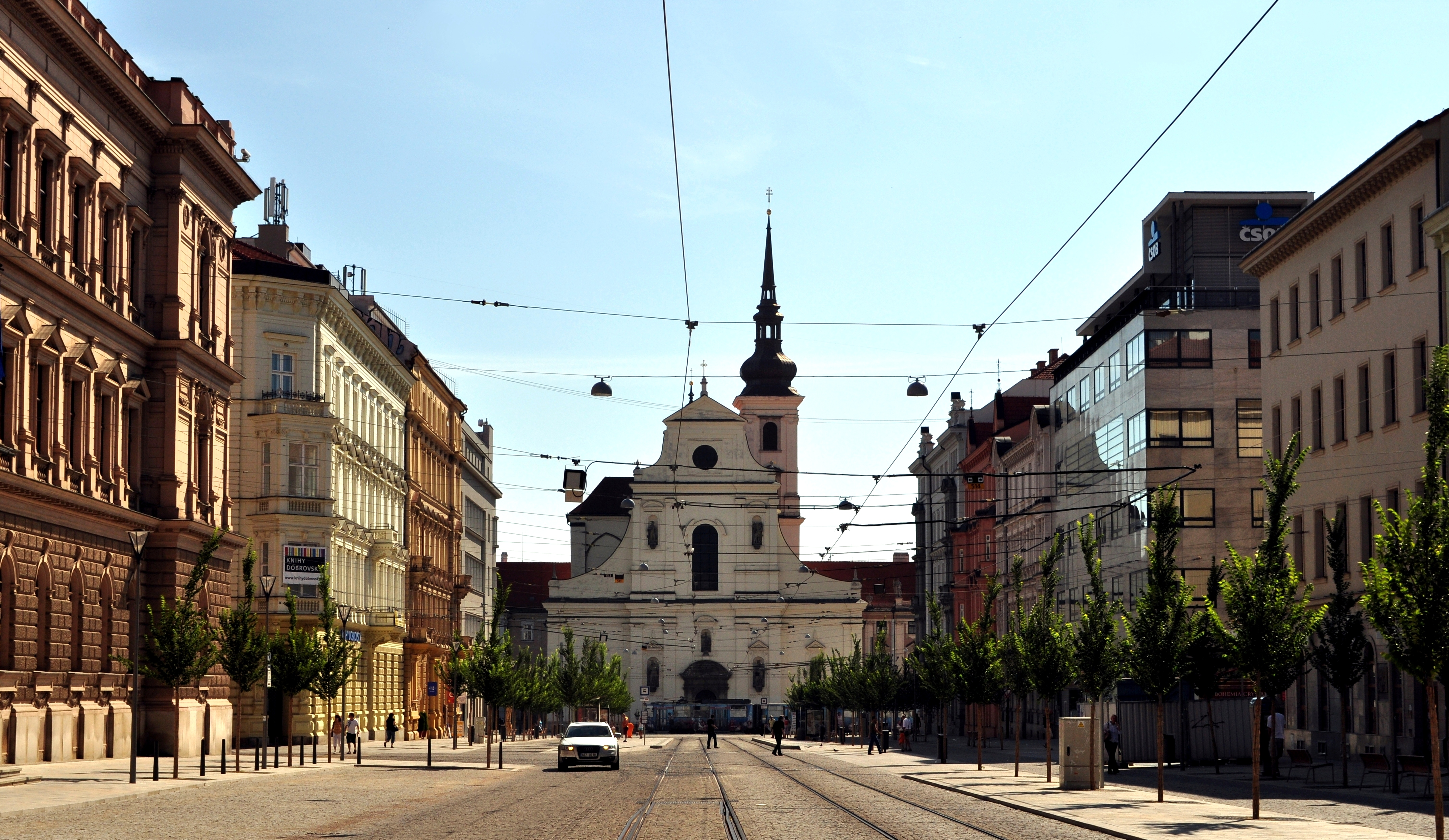
Joštova ulice s kostelem sv. Tomáše
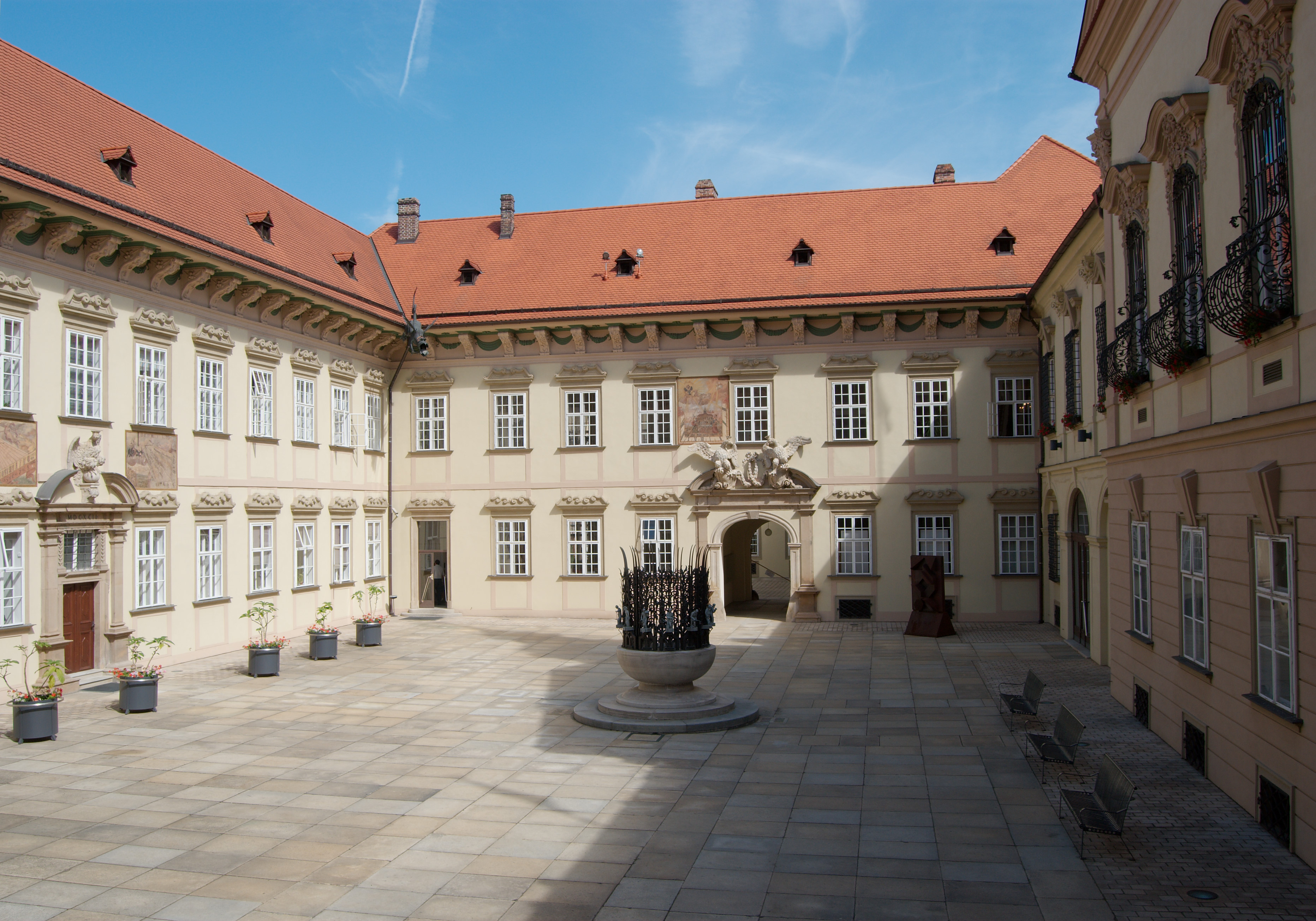
Nádvoří nové radnice
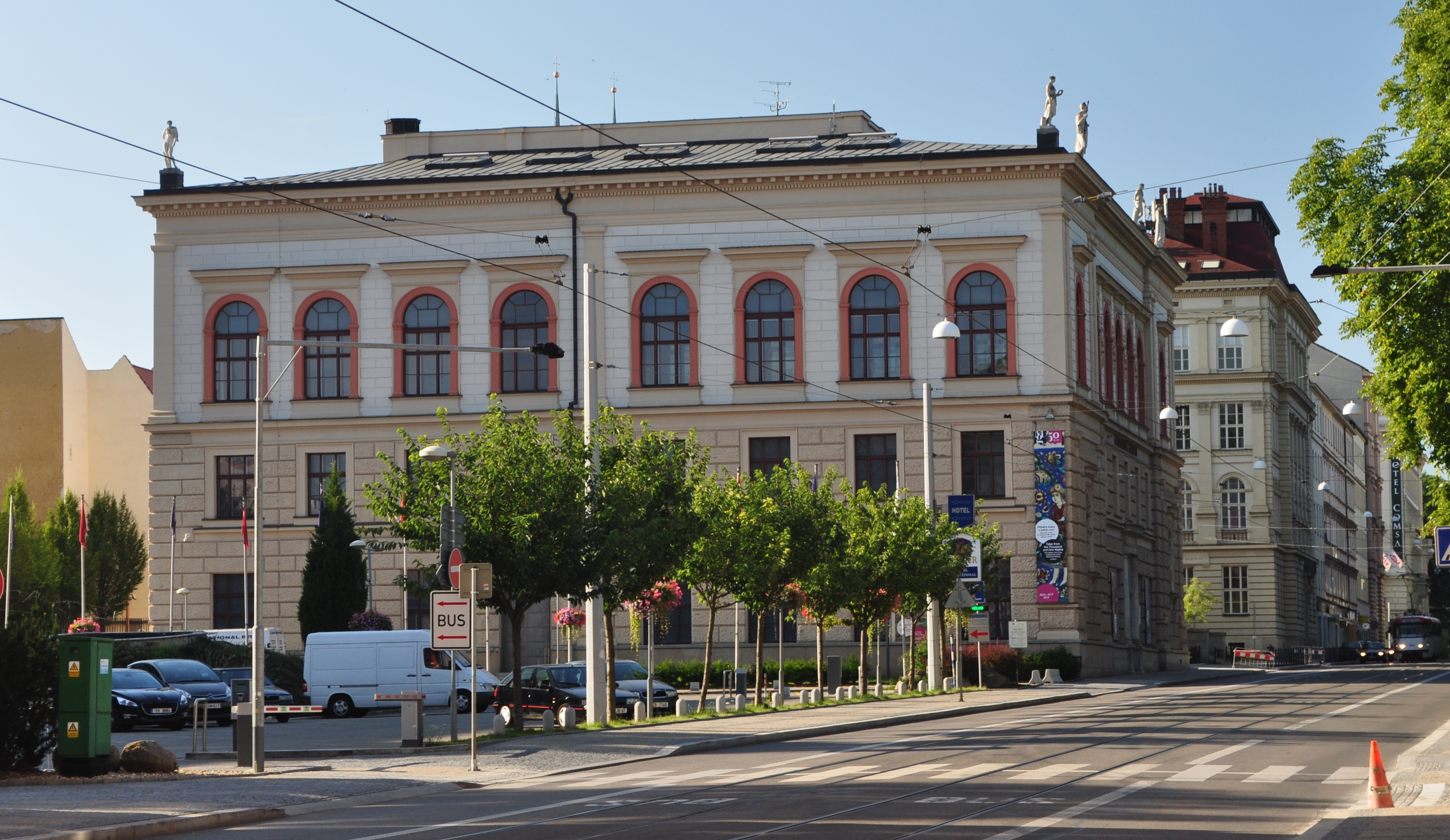
Uměleckoprůmyslové muzeum
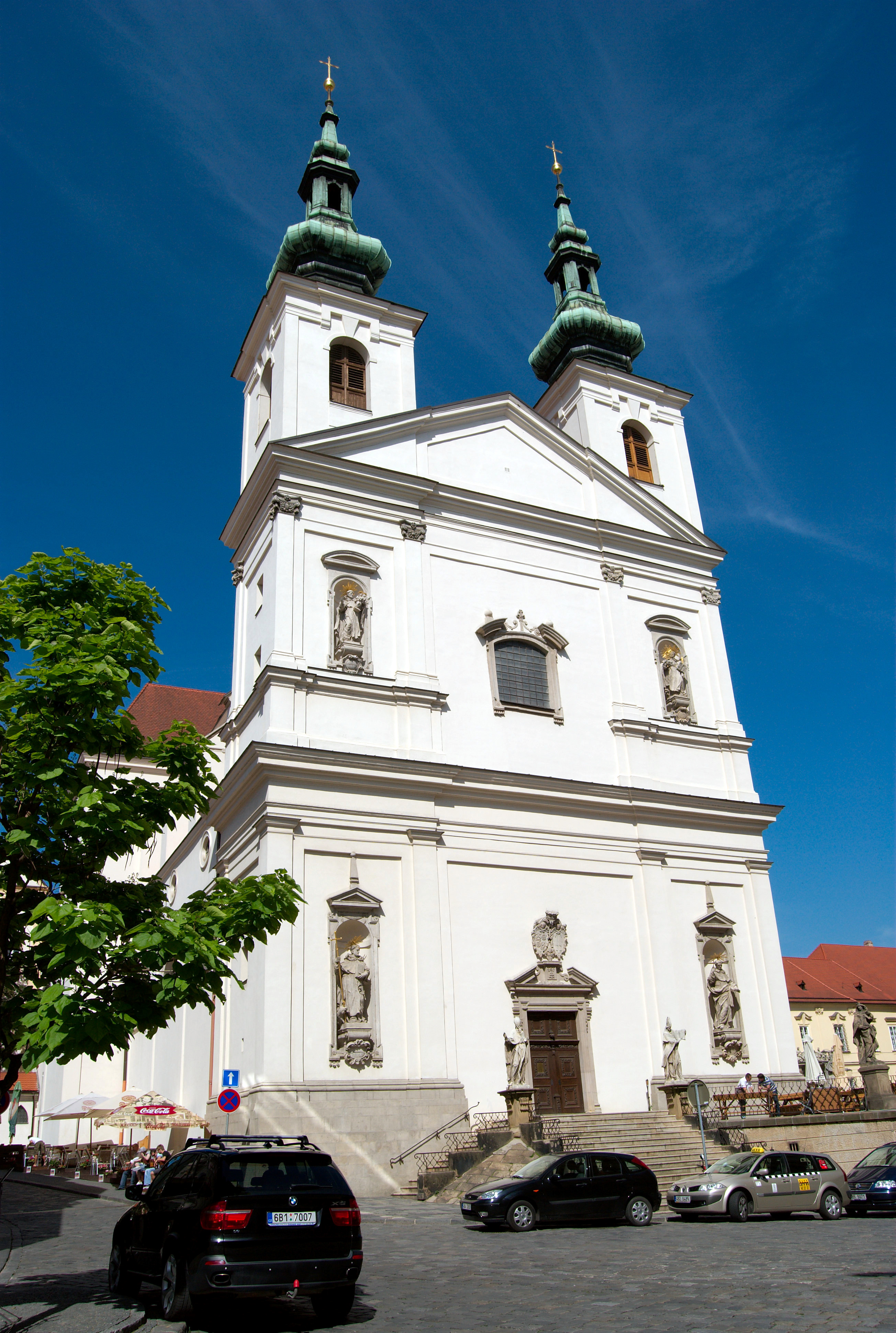
Kostel svatého Michala
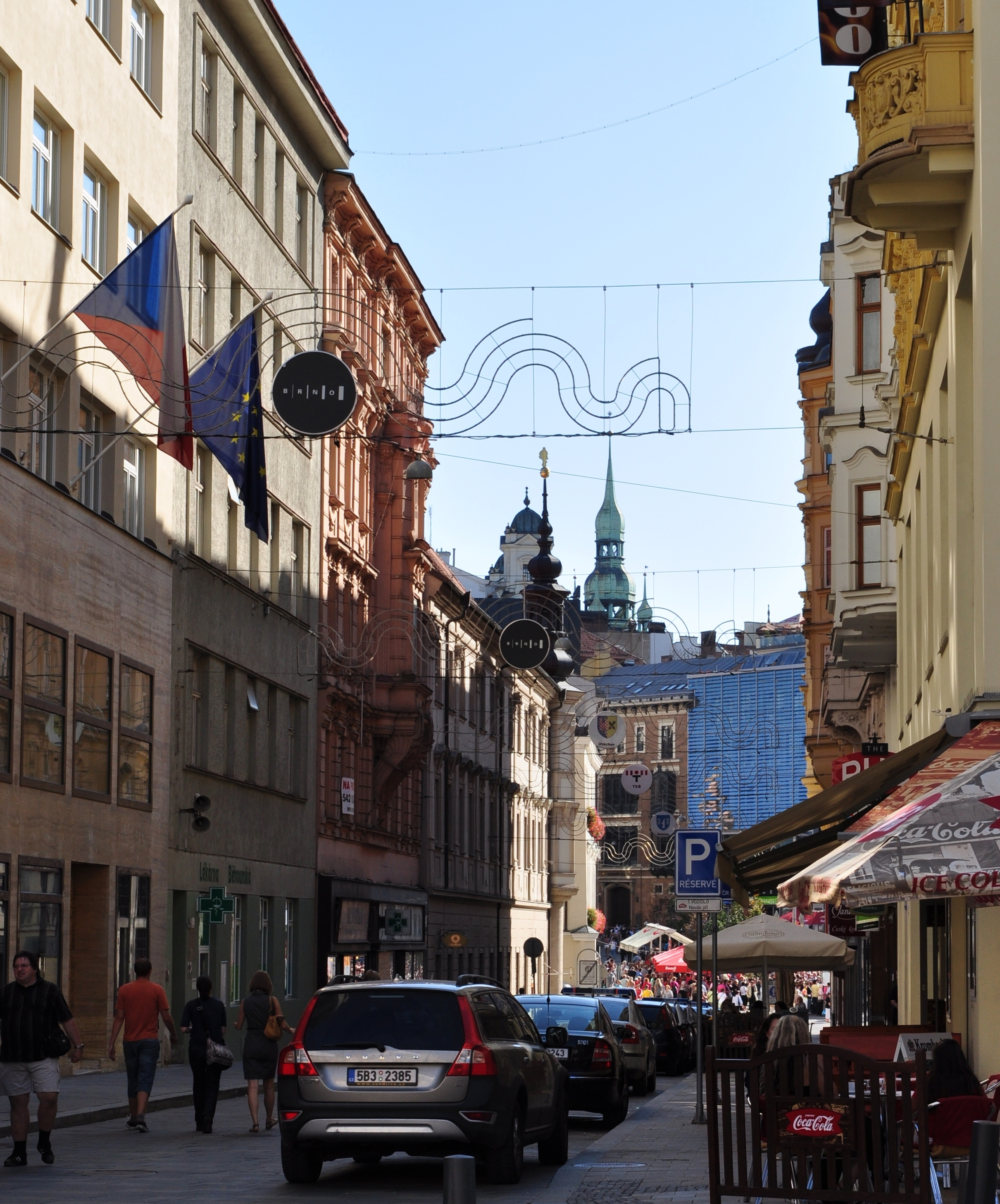
Ulice Běhounská
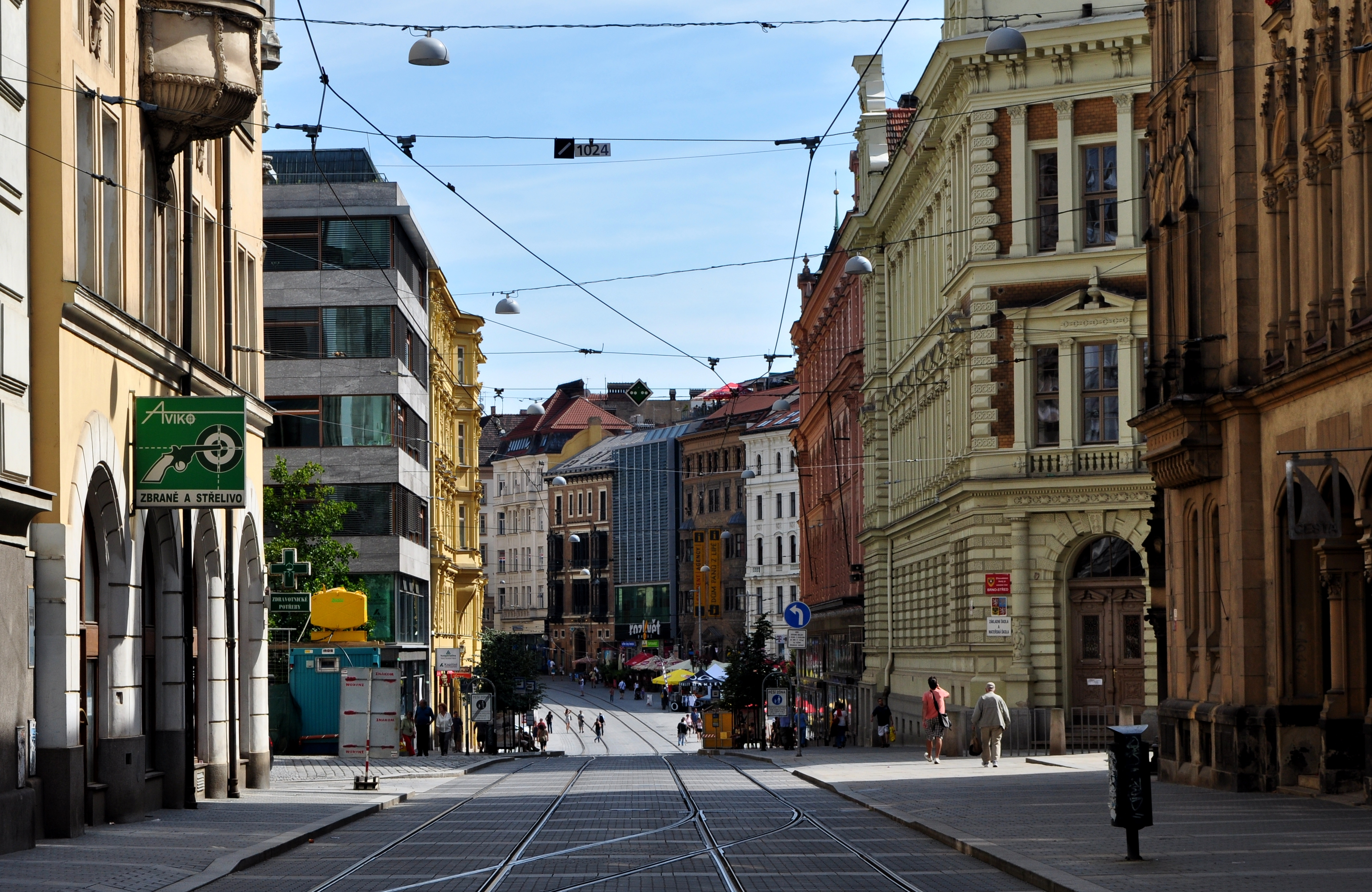
Rašínova ulice
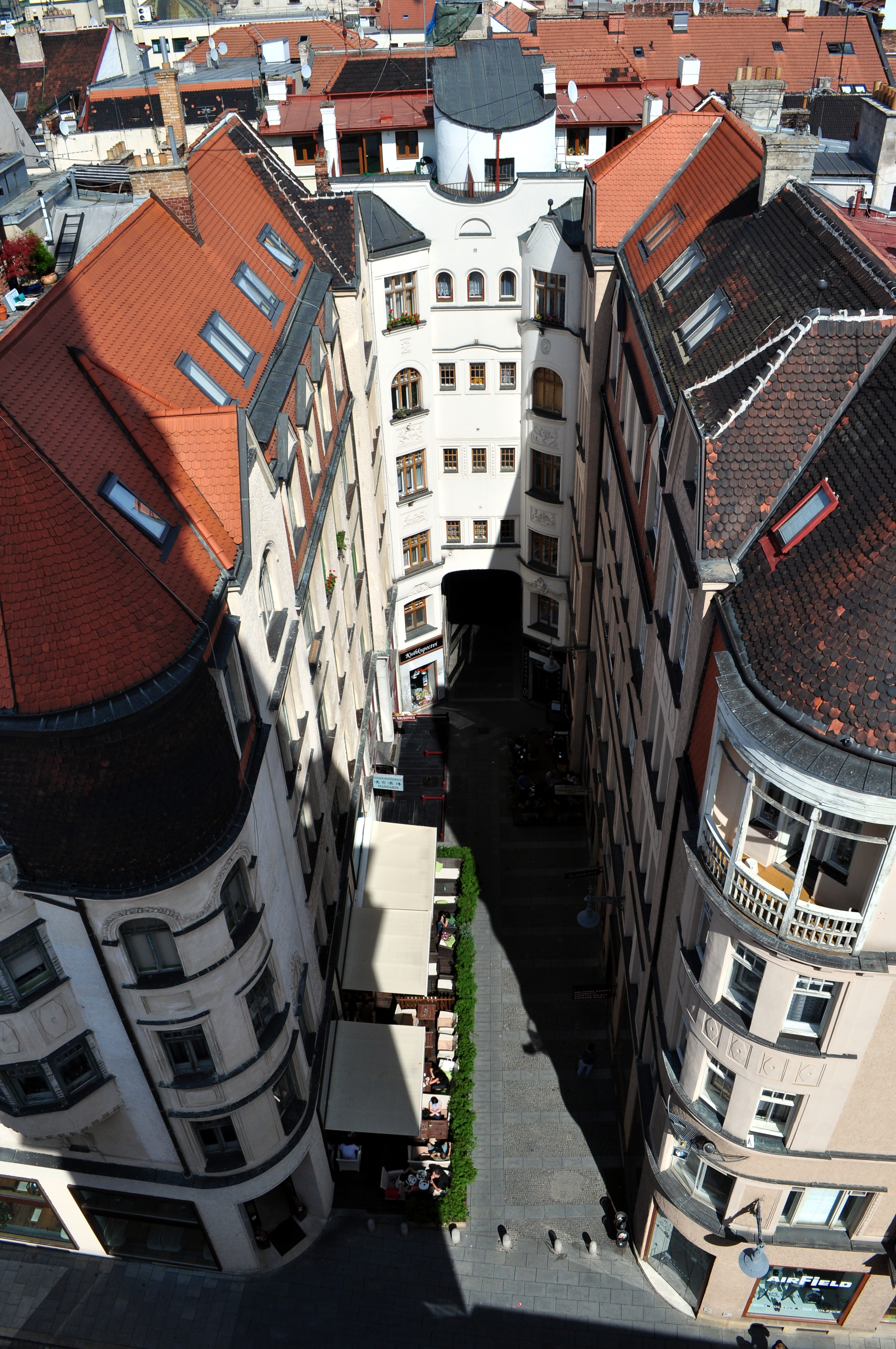
Průchodní ulice
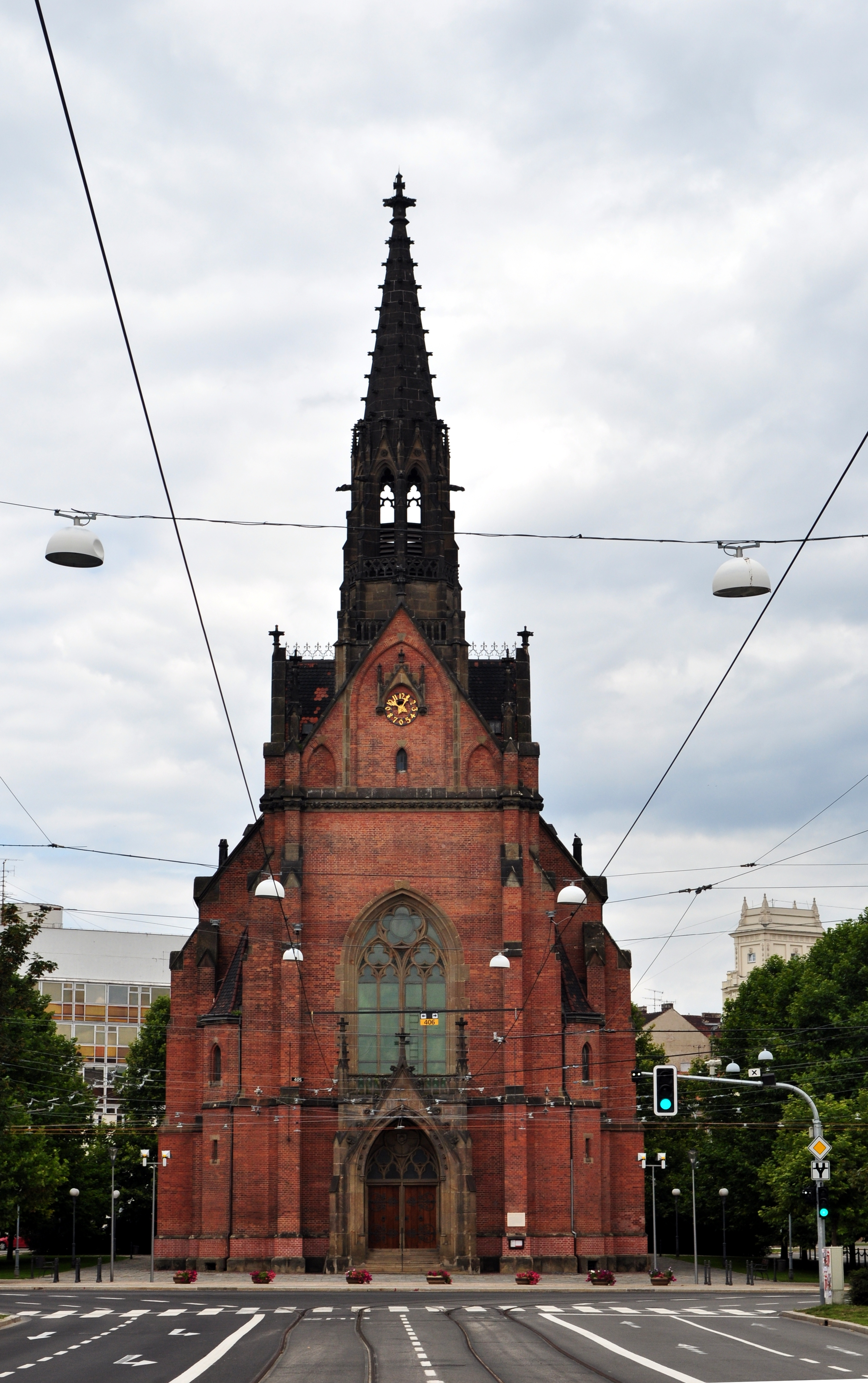
Červený kostel
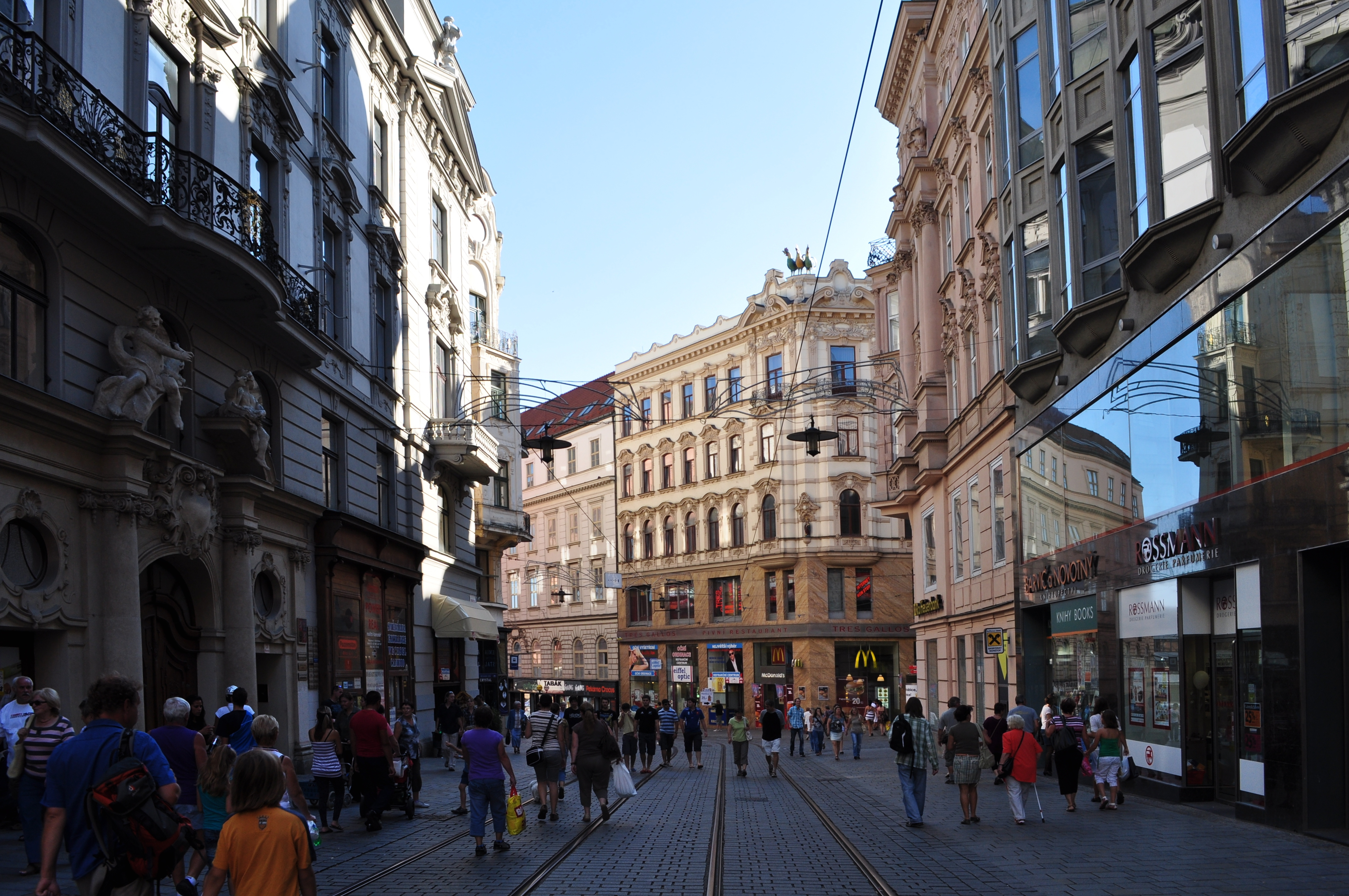
Masarykova ulice
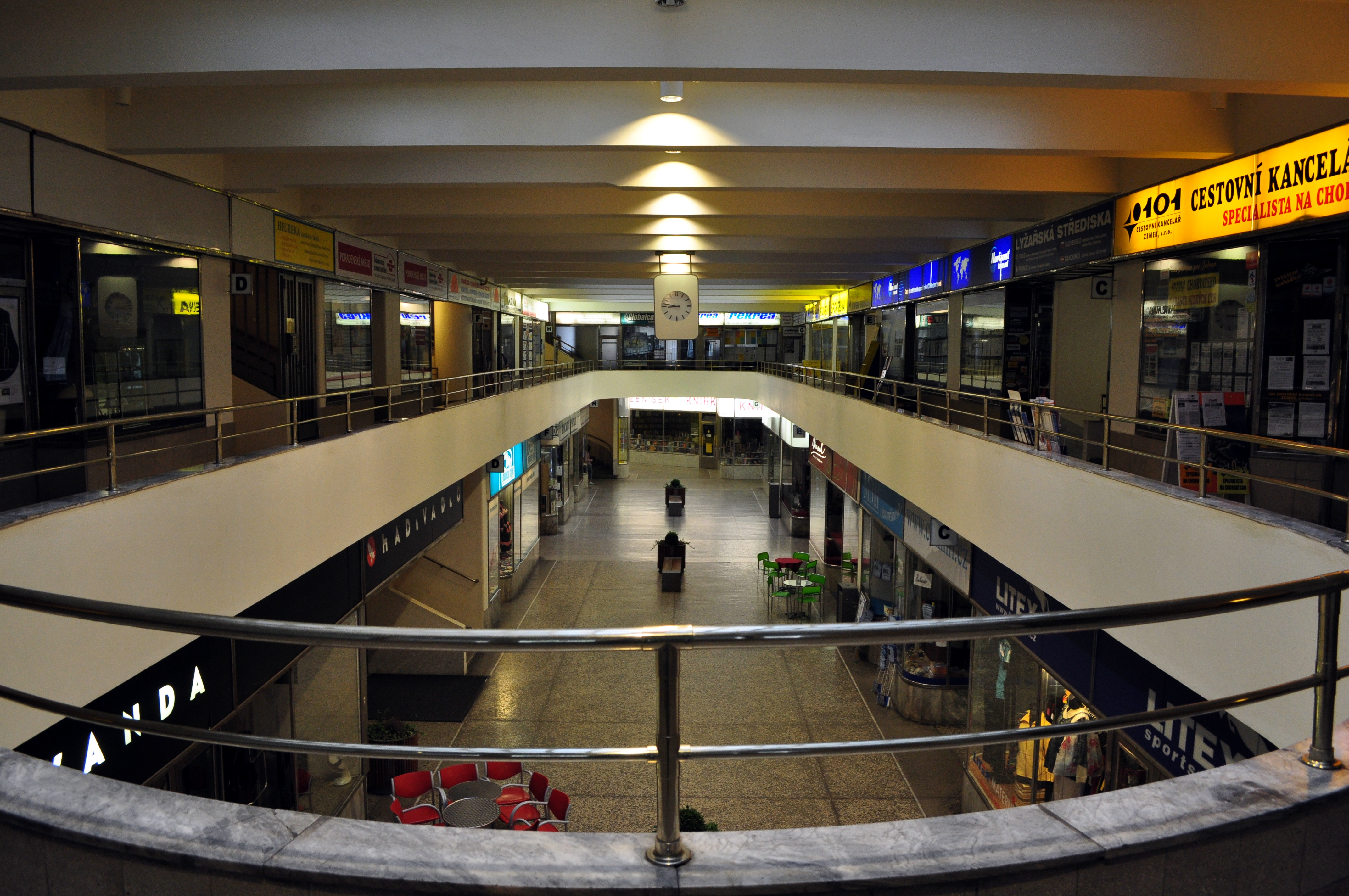
Pasáž alfa
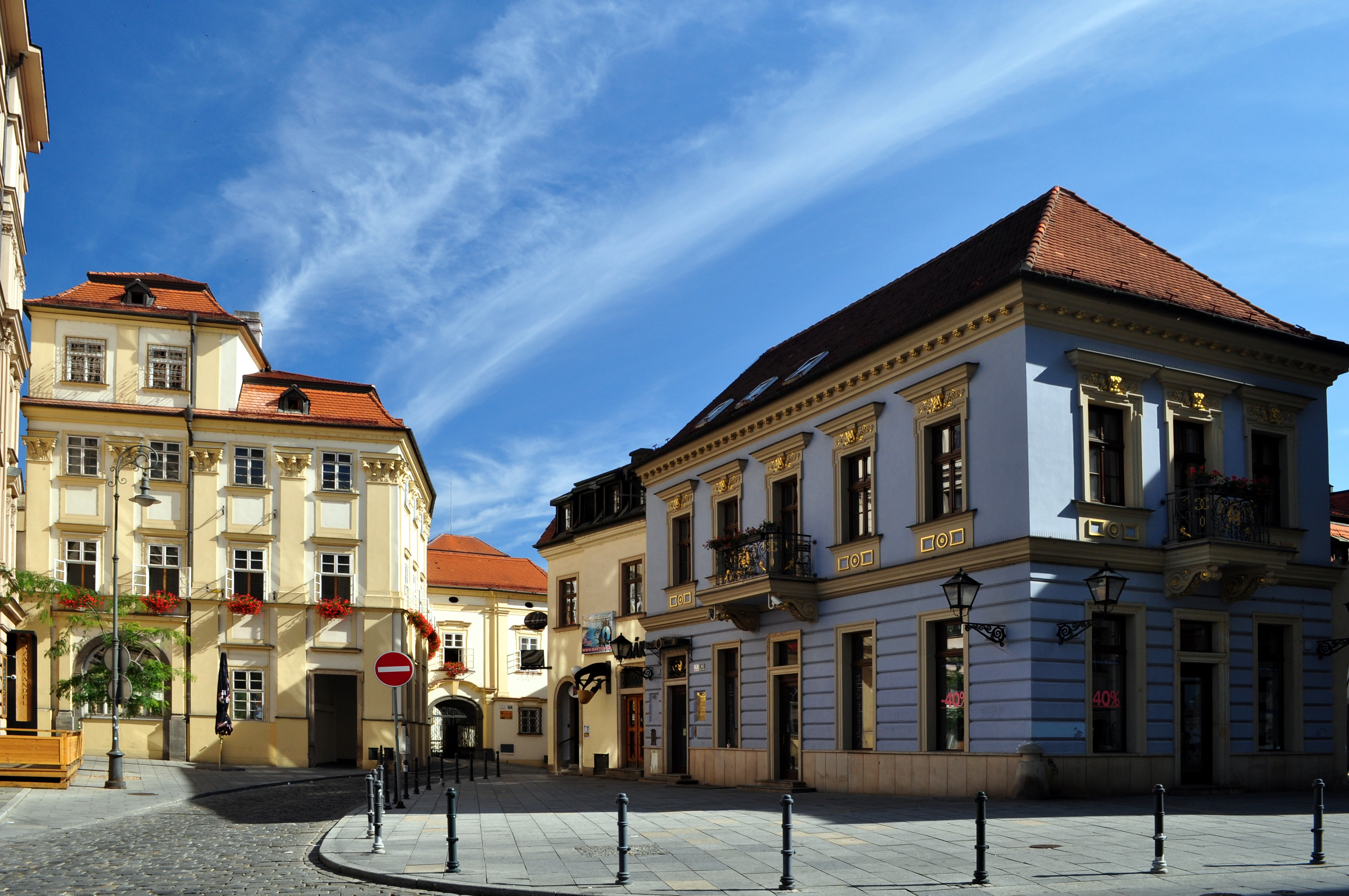
Šilingrovo náměstí
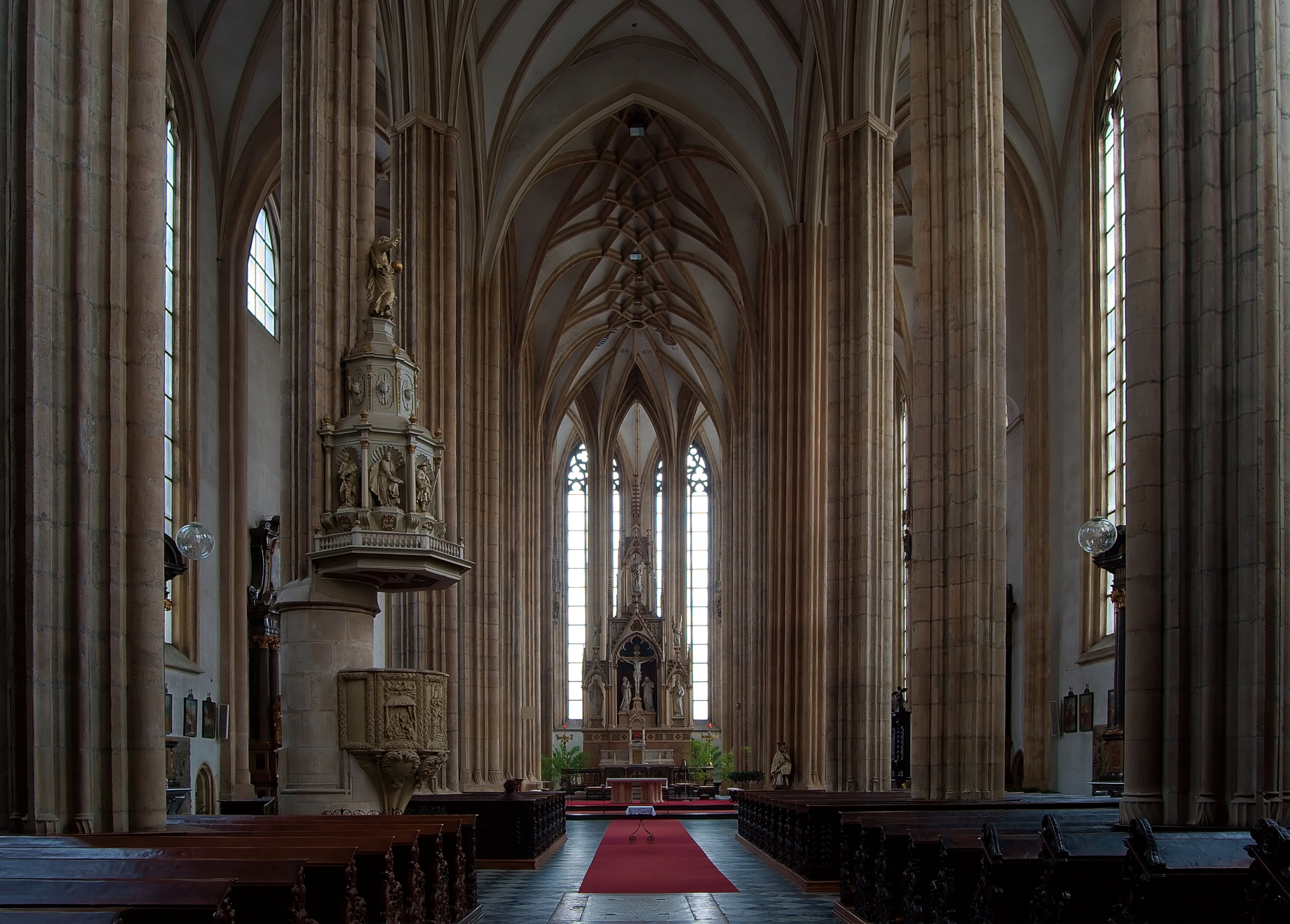
Interiér kostela svatého Jakuba Většího
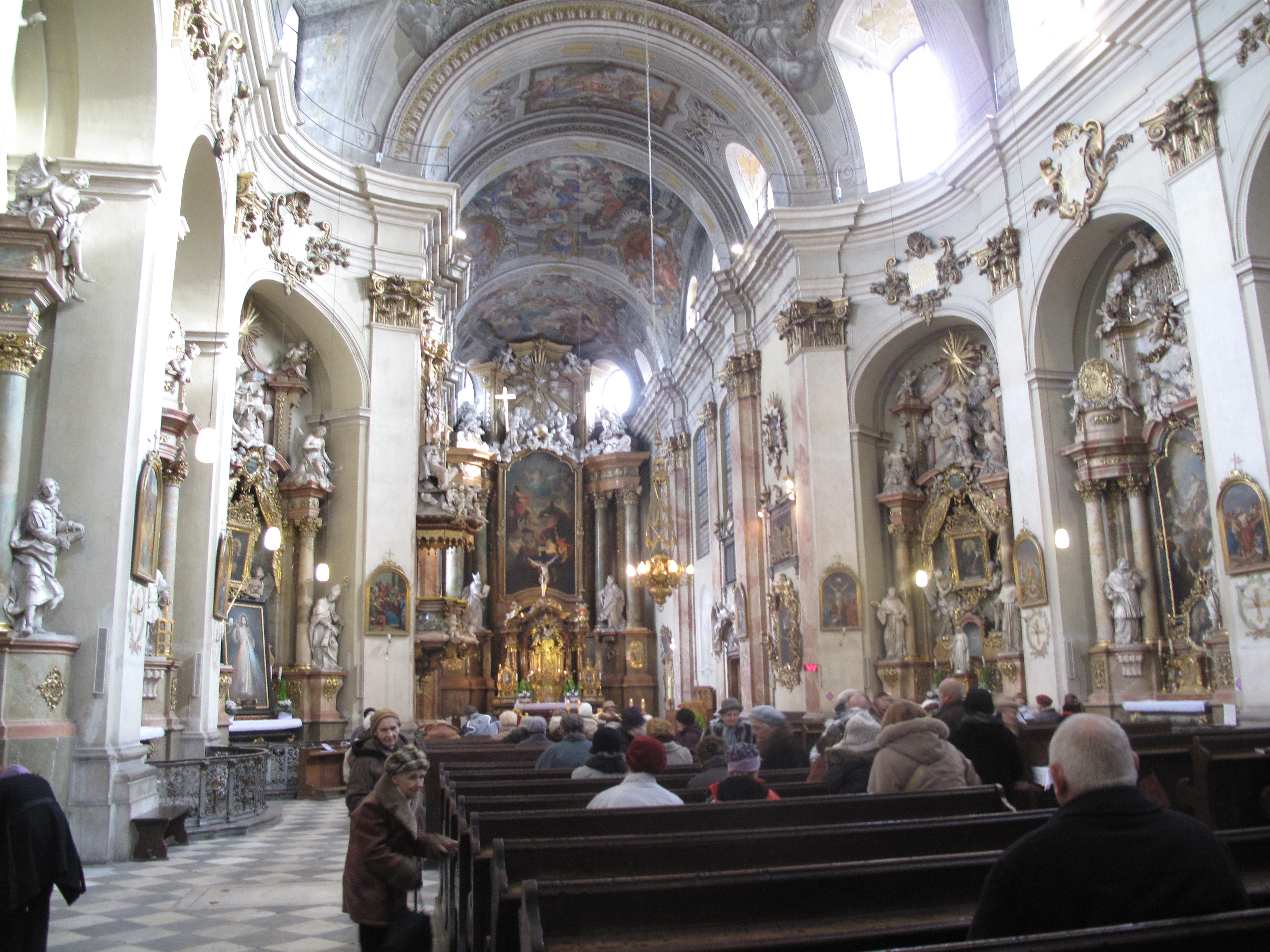
Interiér kostela svatých Janů
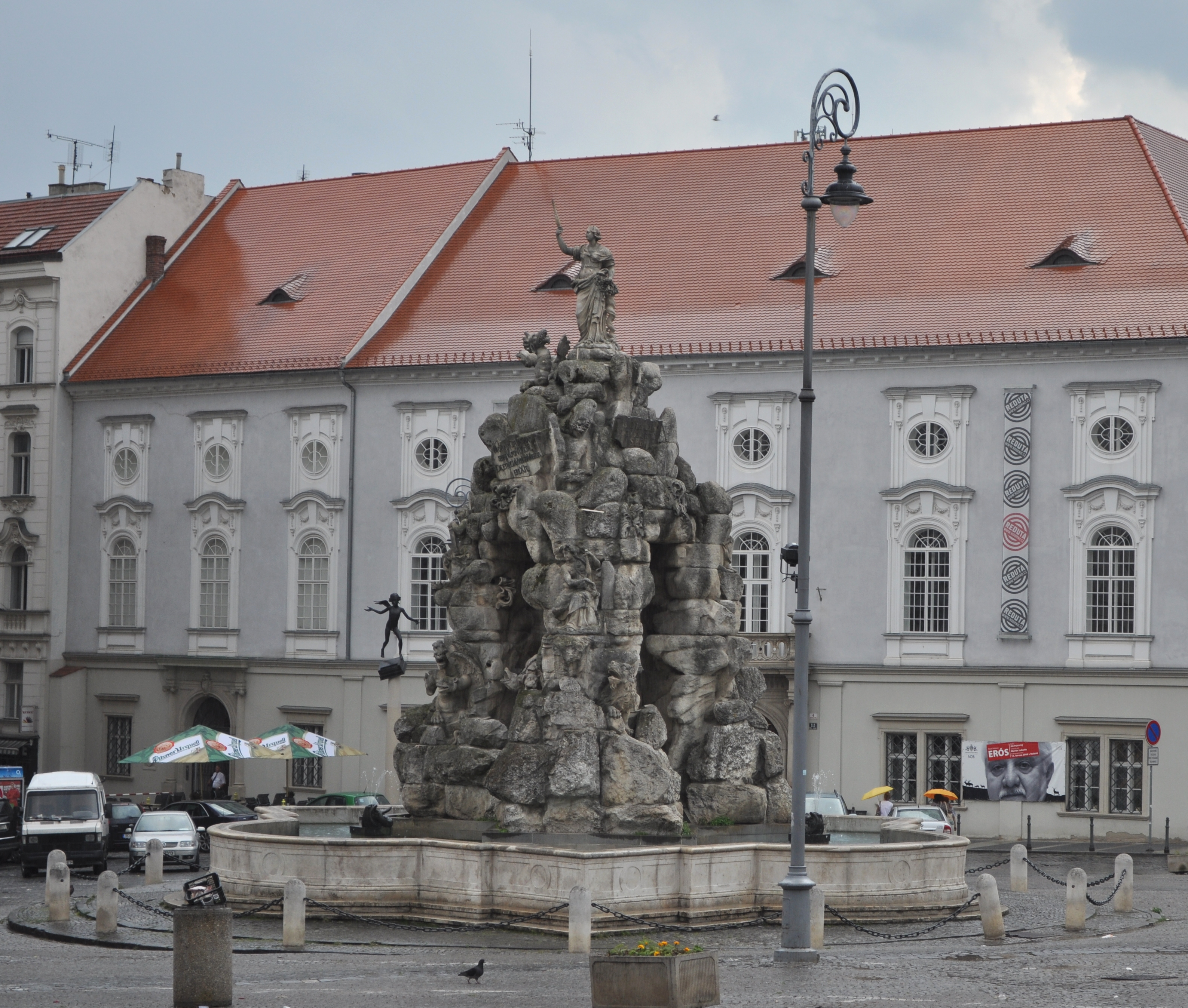
Kašna Parnas ze 17. stol. a Divadlo Reduta
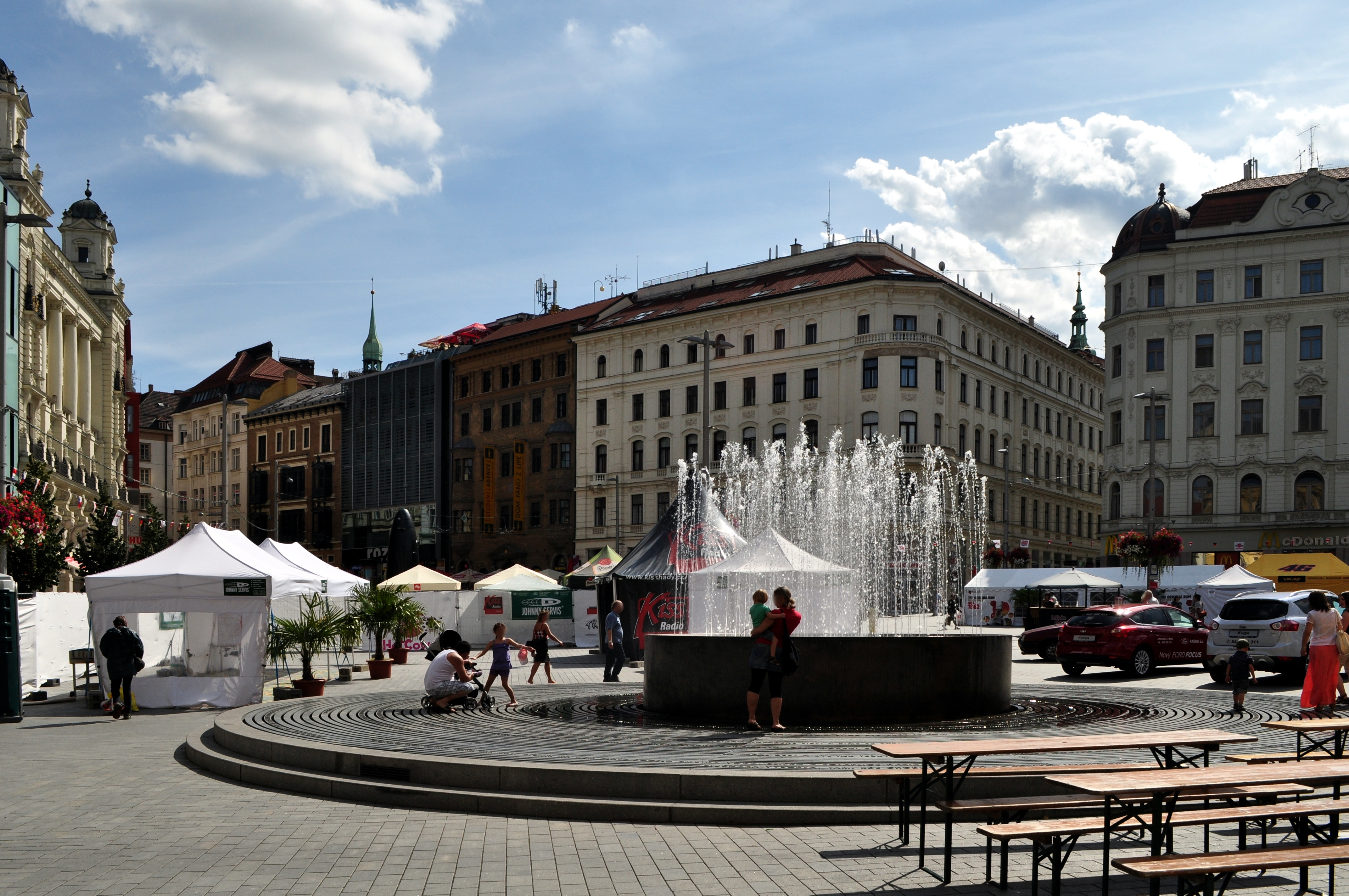
Náměstí Svobody
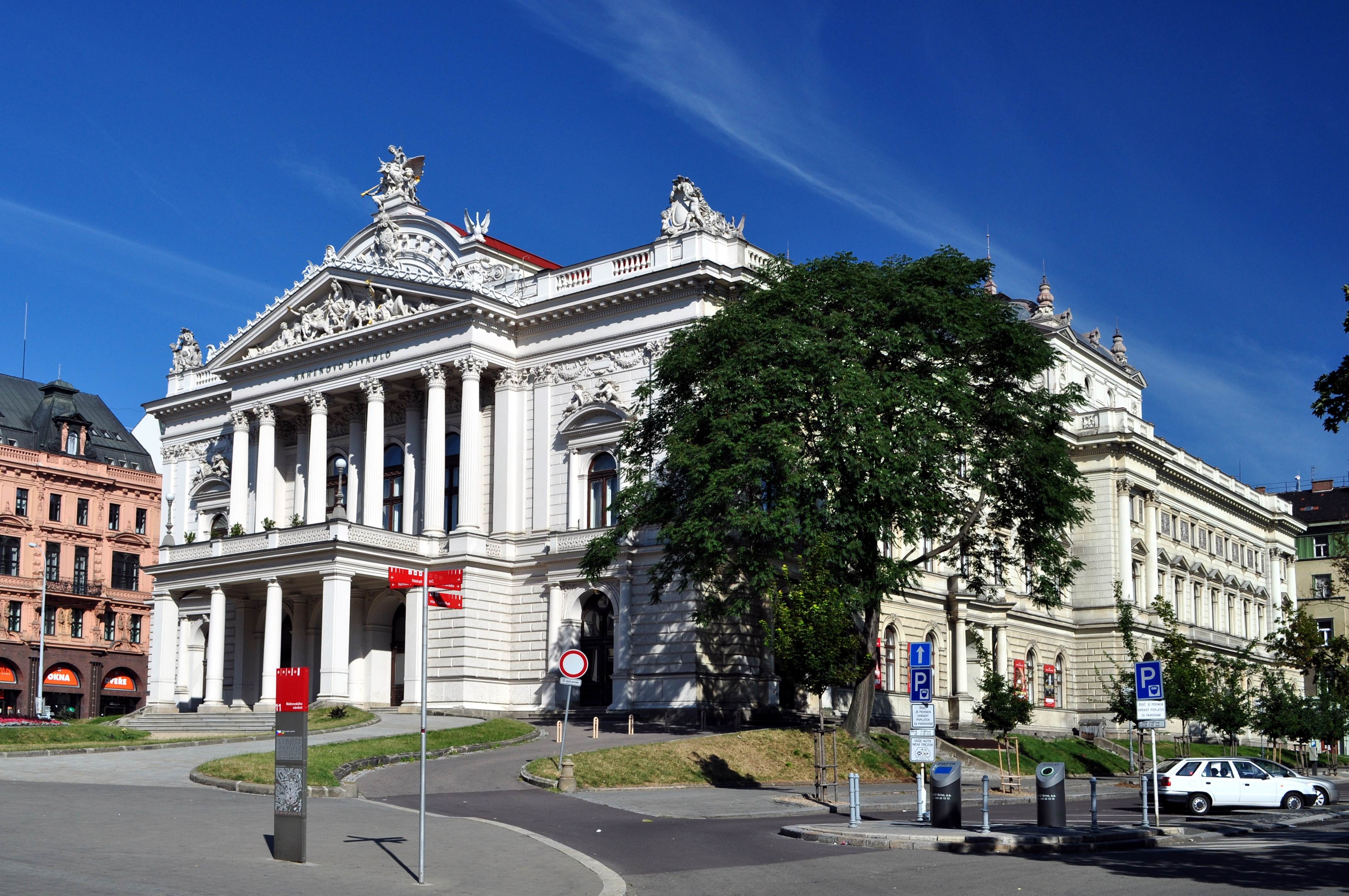
Mahenovo divadlo
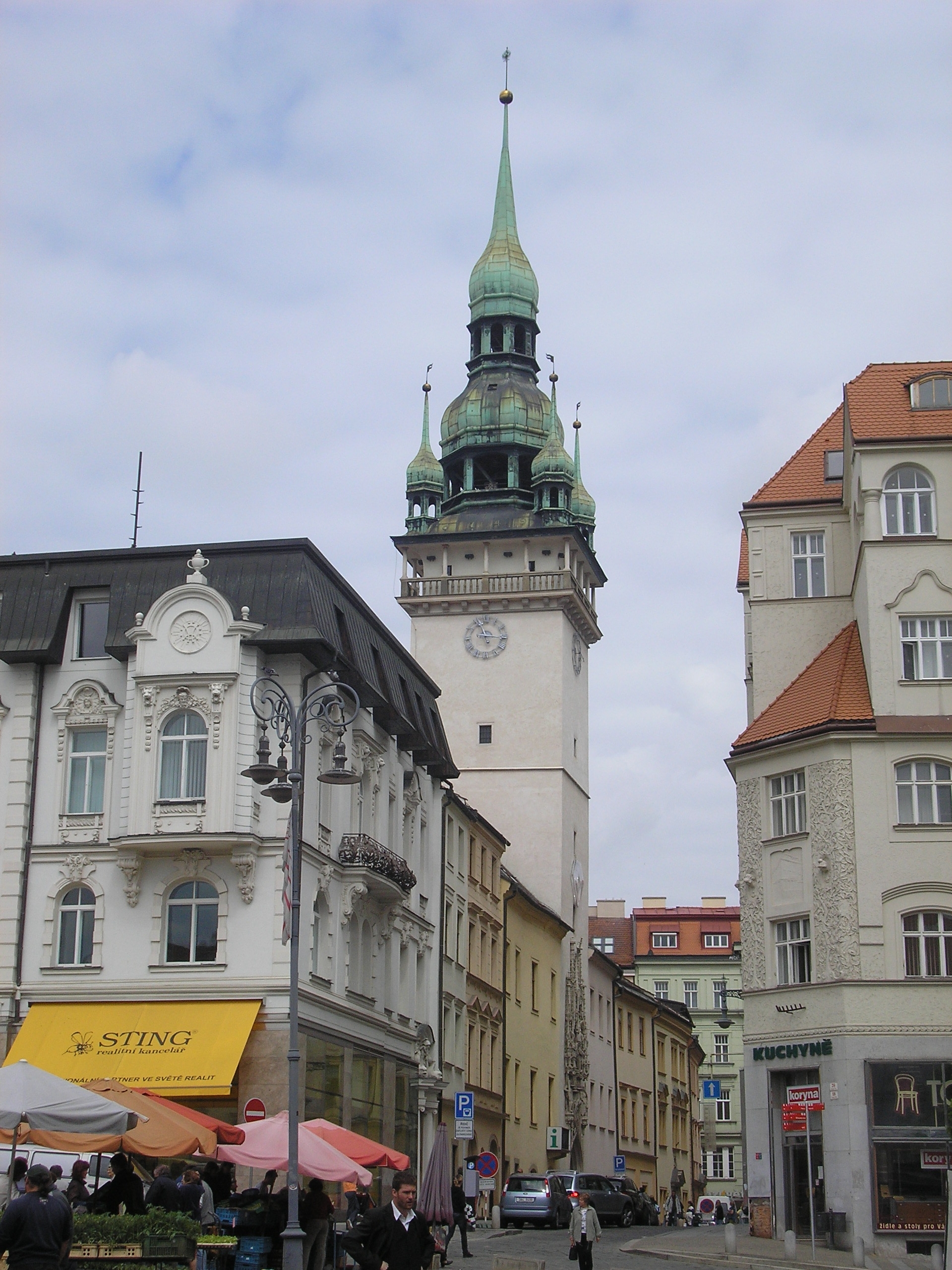
Stará radnice
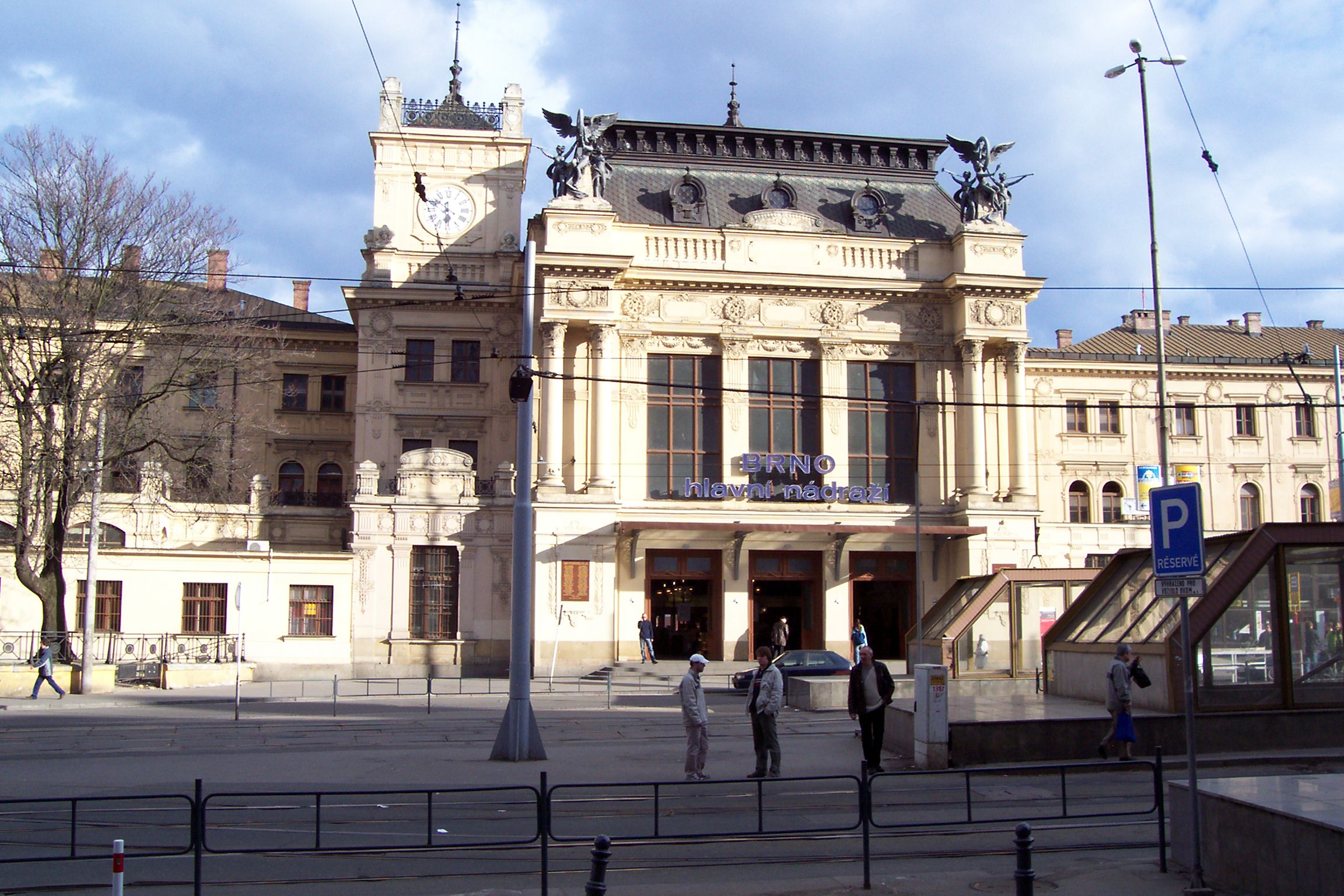
Hlavní nádraží
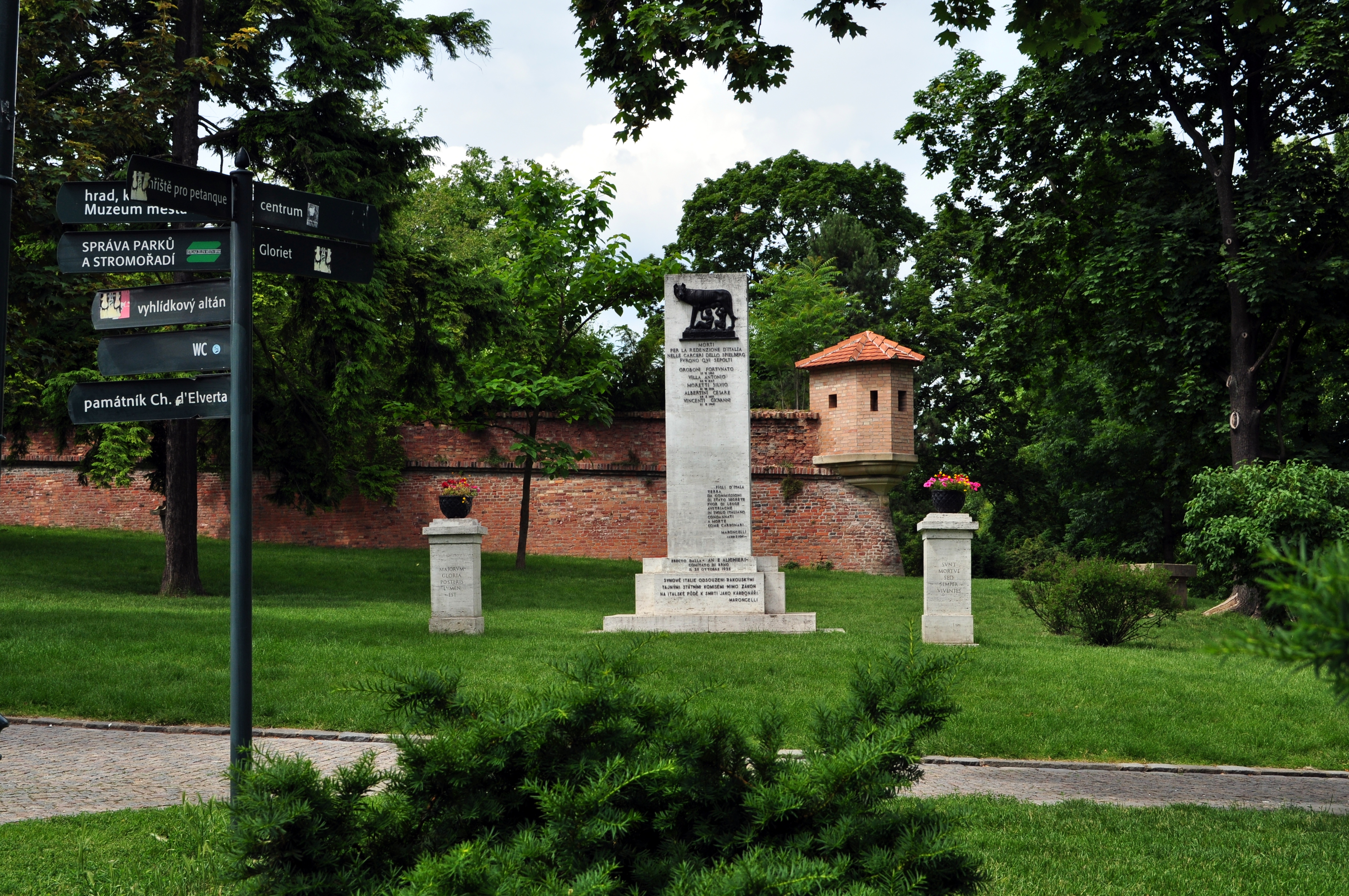
Park Špilberk
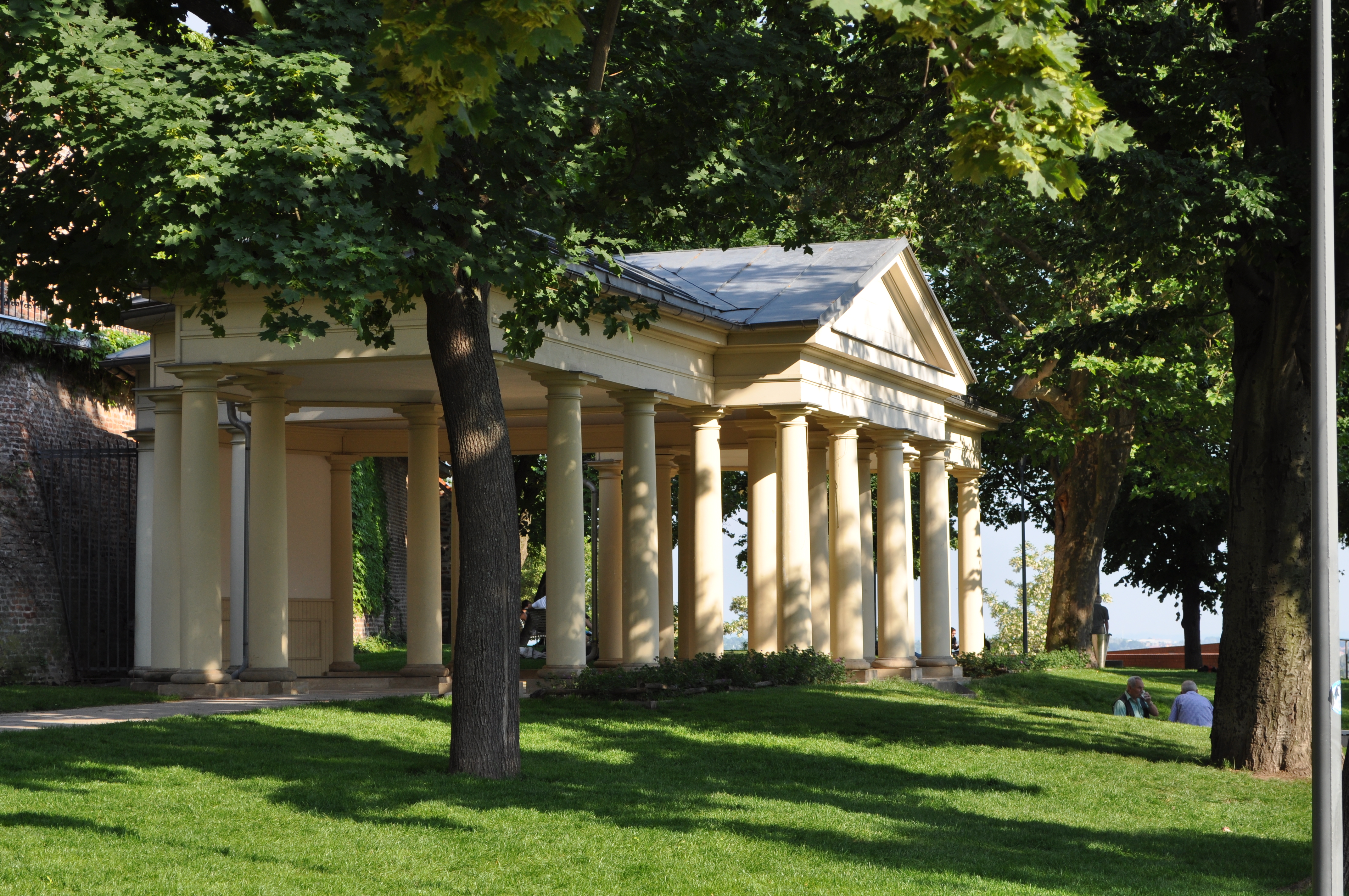
Kolonáda v Denisových Sadech
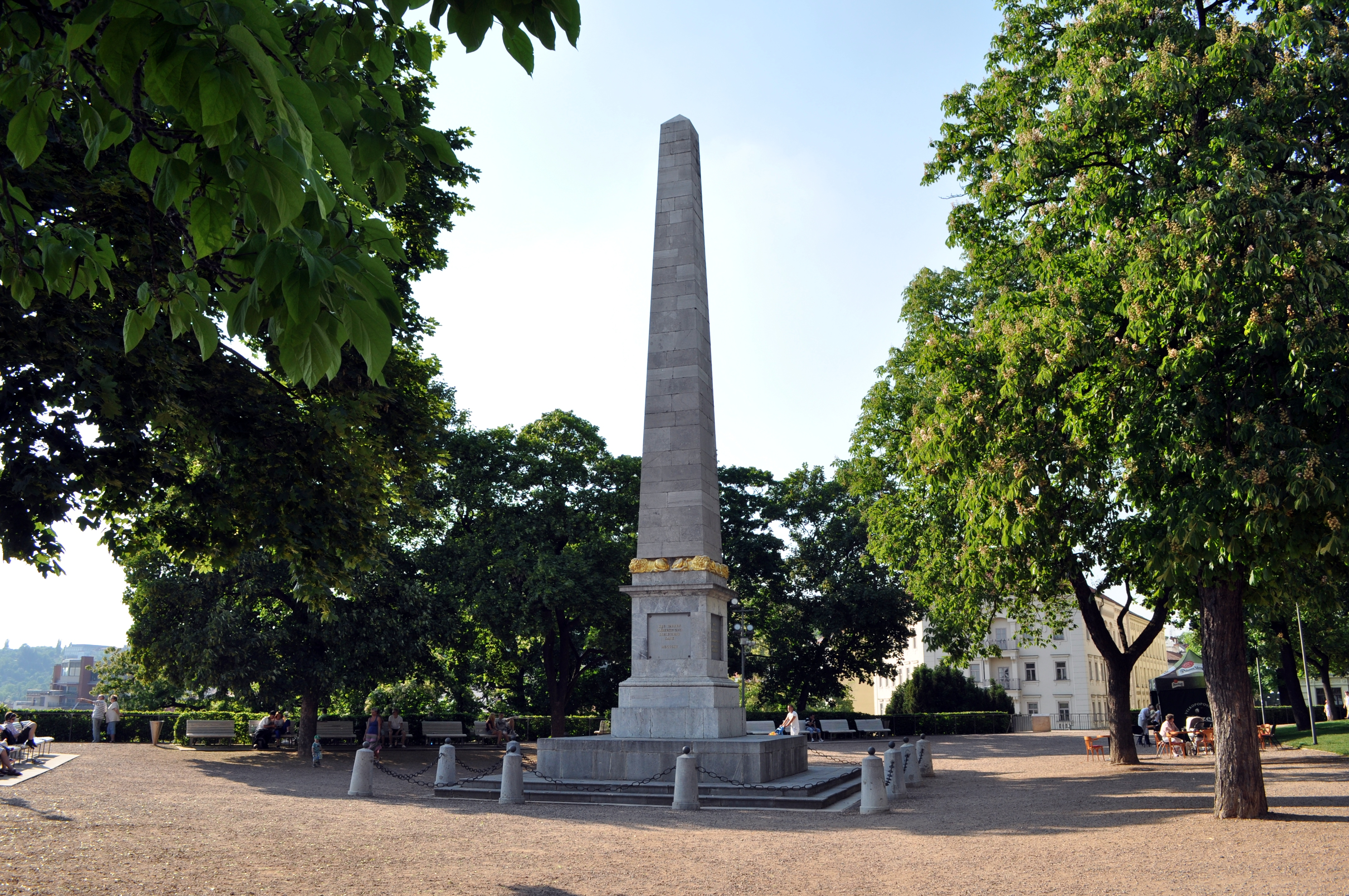
Obelisk v Denisových Sadech
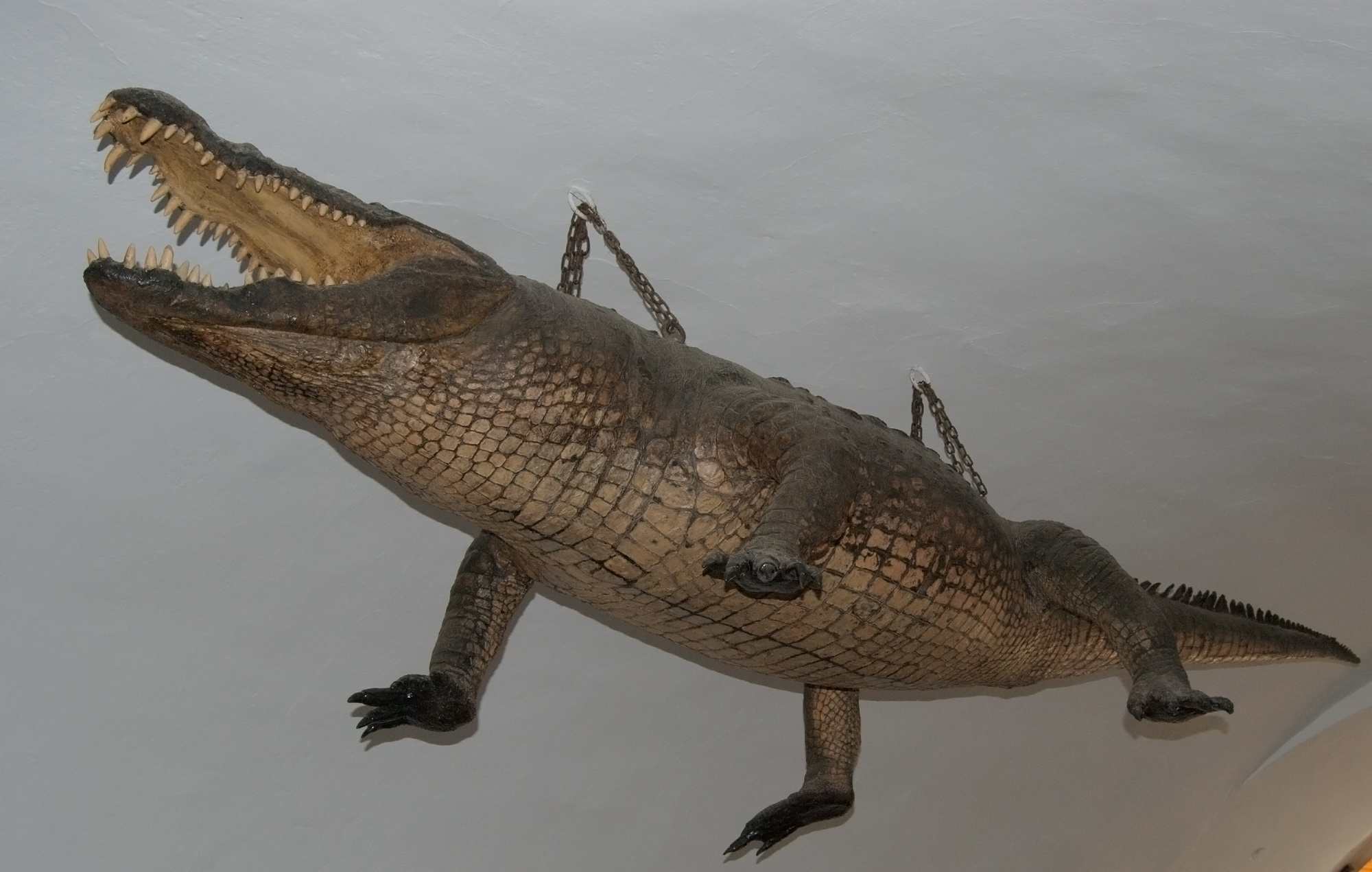
Brněnský drak
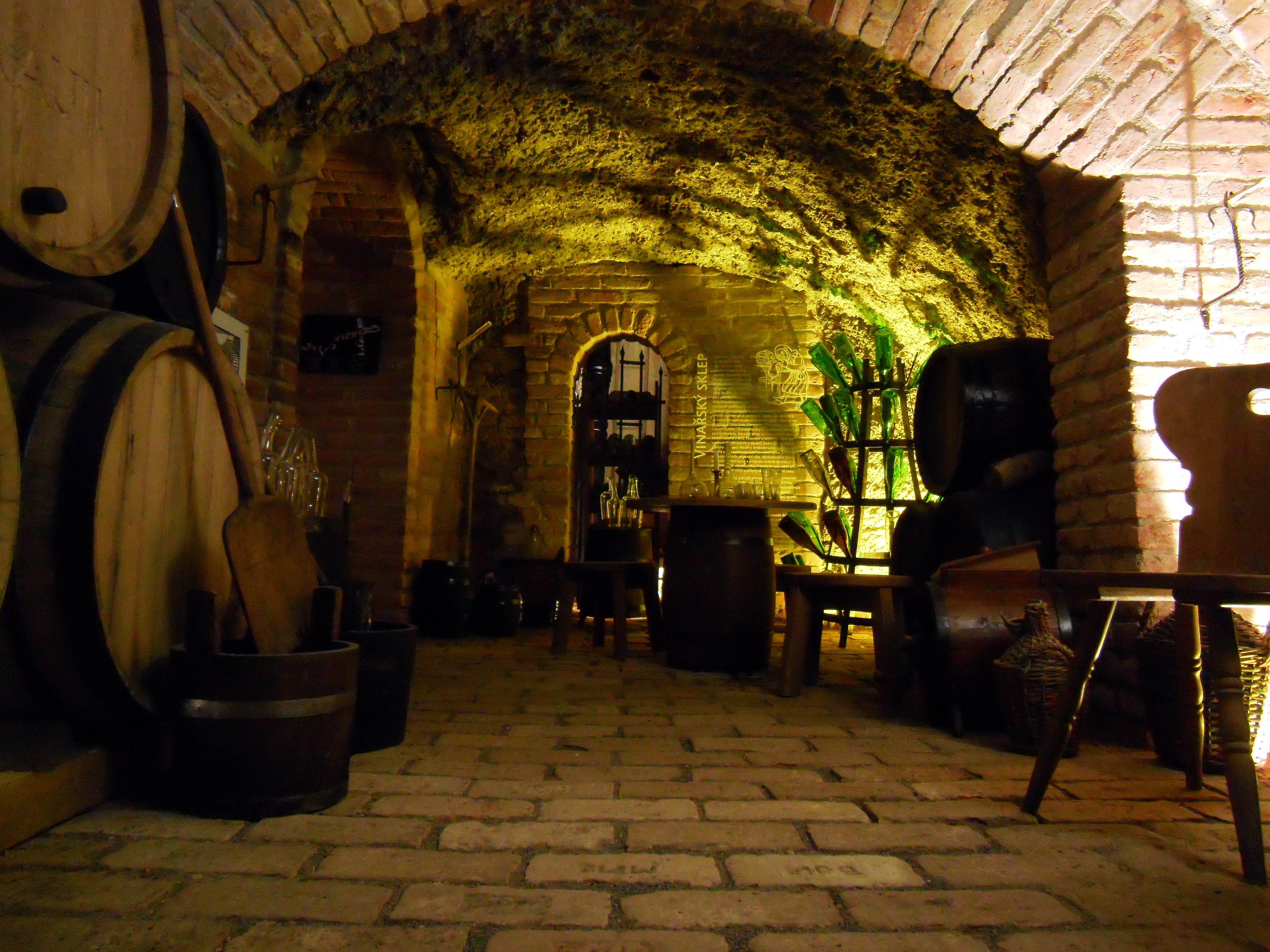
Podzemí pod Zelným trhem
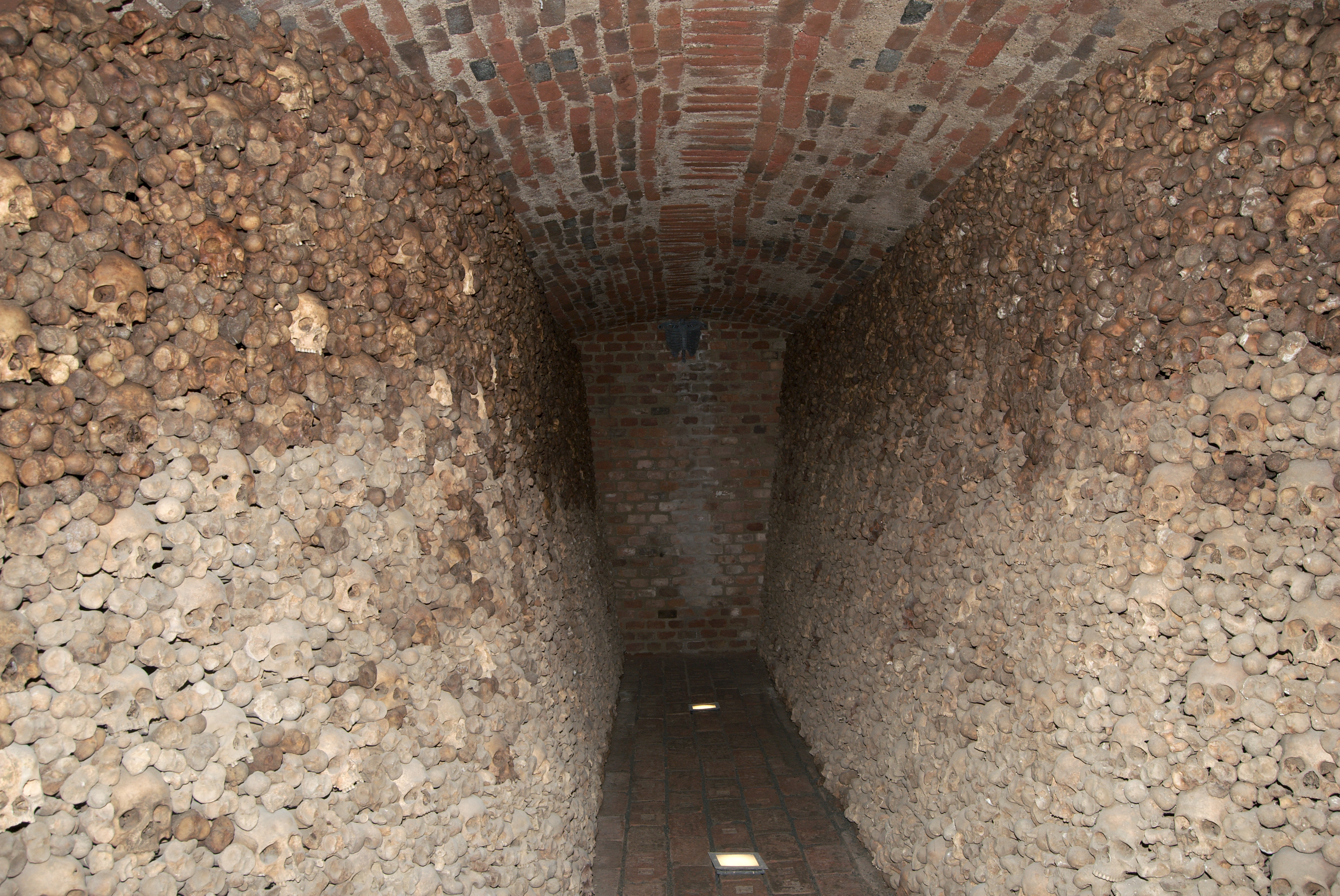
Brněnská kostnice pod Jakubským náměstím
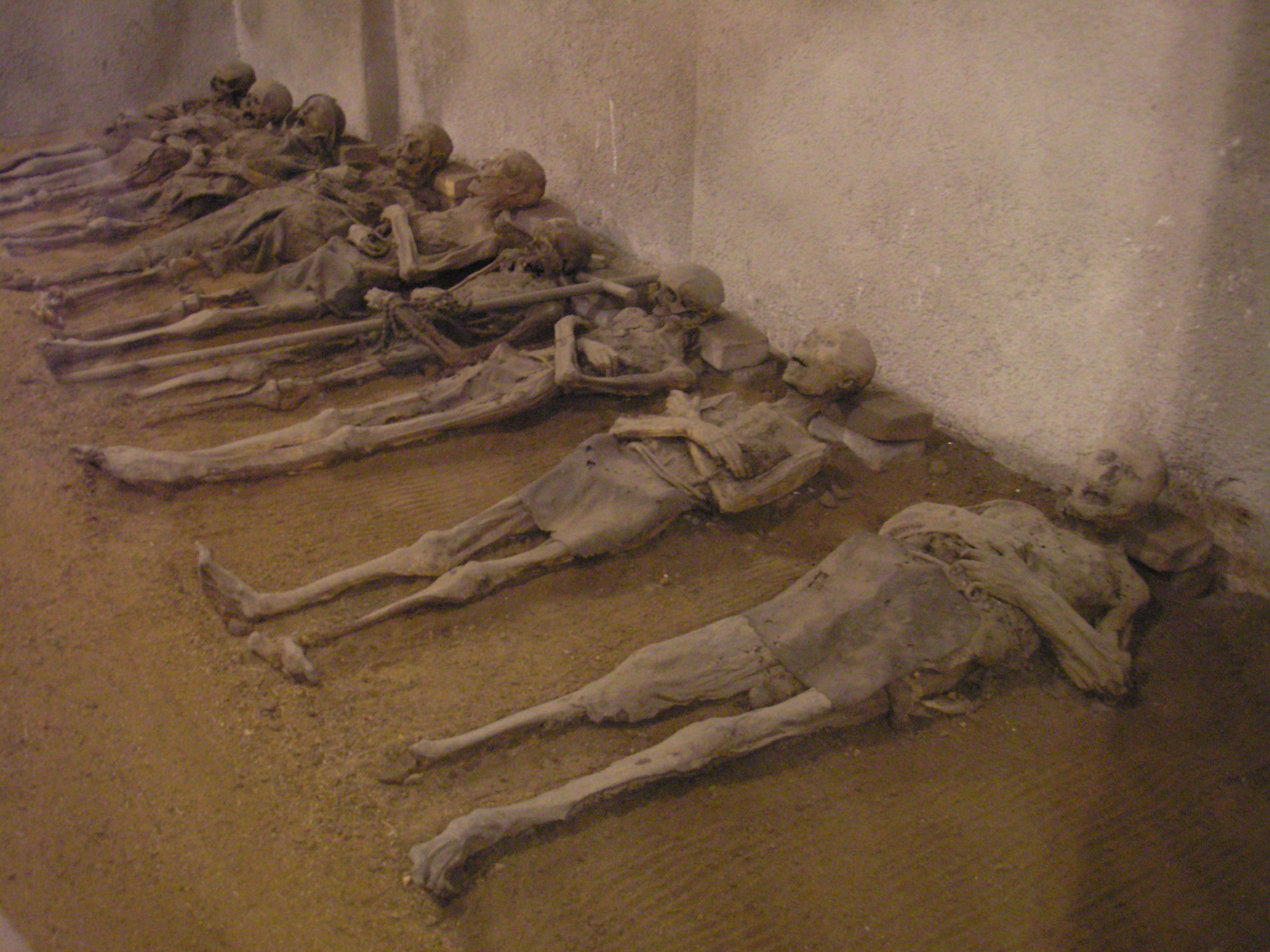
Kapucínská krypta v podzemí kostela Nalezení svatého Kříže